# Sèvres
Pour l’article homonyme, voir Sèvre.
Sèvres (prononciation : /sɛvʁ/ ) est une commune française du département des Hauts-de-Seine en région Île-de-France. Elle est limitrophe des communes de Chaville, Boulogne-Billancourt (dont elle est séparée par la Seine), Meudon, Ville d'Avray et Saint-Cloud. Elle est située en bordure et sur la rive gauche de la Seine. La commune de Sèvres résulte d'un peuplement progressif au fil des siècles mais prend forme surtout à partir de la fondation du château de Versailles, qui ouvre un axe Versailles-Paris profitable à la commune.

## Géographie
| - Vue de la commune de Sèvres en rouge sur la carte de Paris et de la Petite Couronne. - Carte de la commune de Sèvres dans son environnement géographique. |

### Localisation

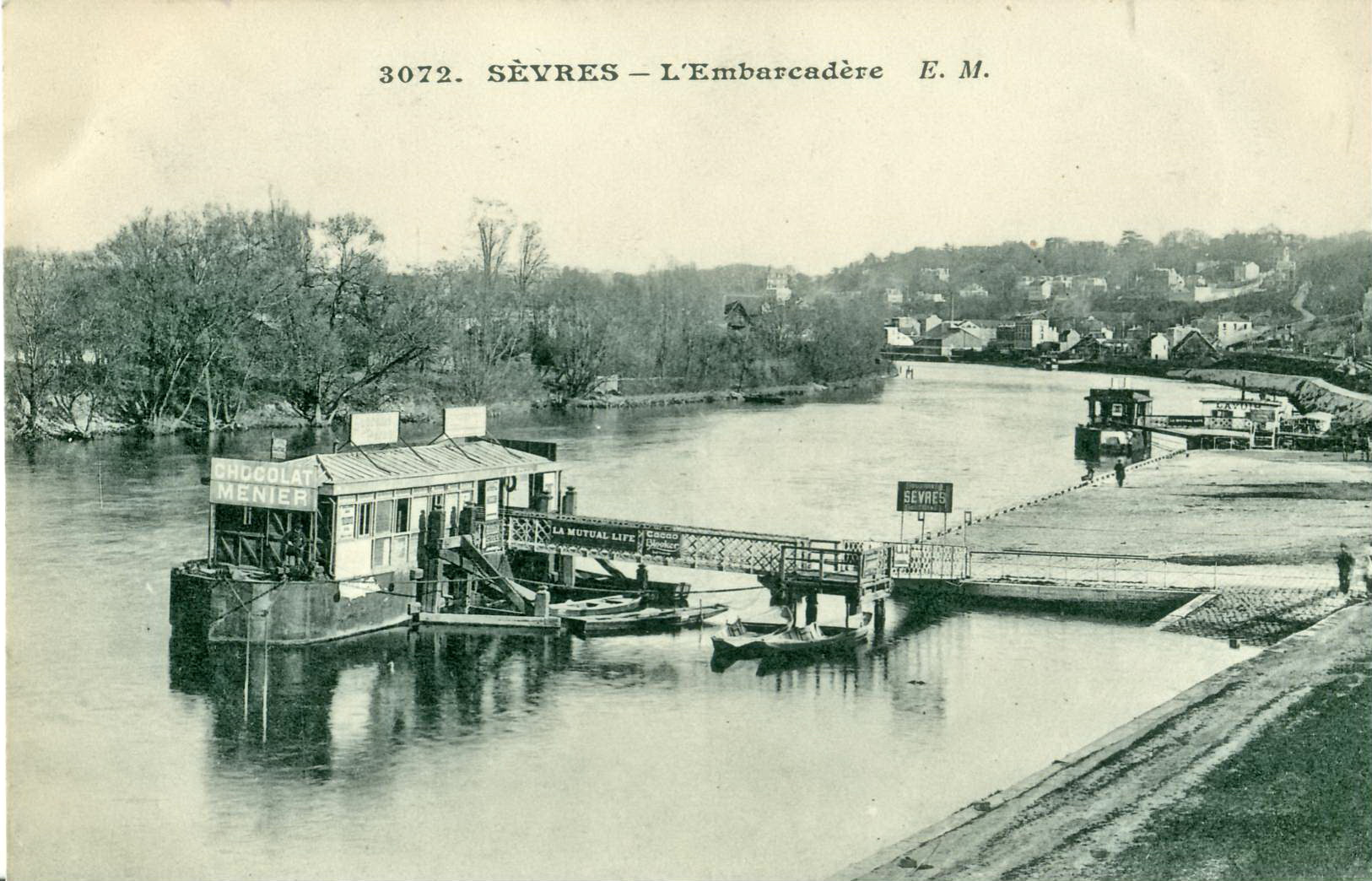
Berges de la Seine au début du XXe siècle. À cette époque, le fleuve était un axe de transport important, et des navettes fluviales, dont on voit ici l'embarcadère, assuraient le transport des passagers vers Paris.

Sèvres est une commune de la banlieue ouest de Paris sur la rive gauche de la Seine, située à 12 kilomètres à l'ouest de la cathédrale Notre-Dame de Paris, point zéro des routes de France.
Elle est localisée à 10 kilomètres au sud de Nanterre, préfecture des Hauts-de-Seine, à 2 kilomètres au sud-ouest de Boulogne-Billancourt la sous-préfecture et à 5 kilomètres à l'ouest du quai d'Issy-les-Moulineaux (15e arrondissement de Paris).

### Géologie et relief
La superficie de la commune est de 391 hectares ; l'altitude varie de 27 à 171 mètres.
Des travaux effectués à Sèvres, notamment pour la construction de la voie express, ont permis de mettre au jour dans différentes couches géologiques des fossiles très intéressants. Par exemple, dans la craie, on trouva des sortes d'oursins, des rostres de bélemnites, des rhynchonelles, des huîtres ; dans le calcaire grossier, des nautiles.

### Hydrographie
- La Seine ;
- Le ru de Marivel qui se jette dans la Seine à 80 m en amont de l’ancien pont de Sèvres et 10 m à l’amont de l’actuel pont[3].

### Climat
Pour des articles plus généraux, voir Climat de l'Île-de-France et Climat des Hauts-de-Seine.
En 2010, le climat de la commune est de type climat océanique dégradé des plaines du Centre et du Nord, selon une étude du CNRS s'appuyant sur une série de données couvrant la période 1971-2000. En 2020, Météo-France publie une typologie des climats de la France métropolitaine dans laquelle la commune est exposée à un climat océanique altéré et est dans la région climatique Sud-ouest du bassin Parisien, caractérisée par une faible pluviométrie, notamment au printemps (120 à 150 mm) et un hiver froid (3,5 °C).
Pour la période 1971-2000, la température annuelle moyenne est de 11,5 °C, avec une amplitude thermique annuelle de 14,8 °C. Le cumul annuel moyen de précipitations est de 655 mm, avec 11,2 jours de précipitations en janvier et 7,9 jours en juillet. Pour la période 1991-2020, la température moyenne annuelle observée sur la station météorologique la plus proche, située sur la commune de Toussus-le-Noble à 11 km à vol d'oiseau, est de 11,5 °C et le cumul annuel moyen de précipitations est de 677,0 mm,. Pour l'avenir, les paramètres climatiques de la commune estimés pour 2050 selon différents scénarios d'émission de gaz à effet de serre sont consultables sur un site dédié publié par Météo-France en novembre 2022.

### Voies de communication et transports

#### Voies routières

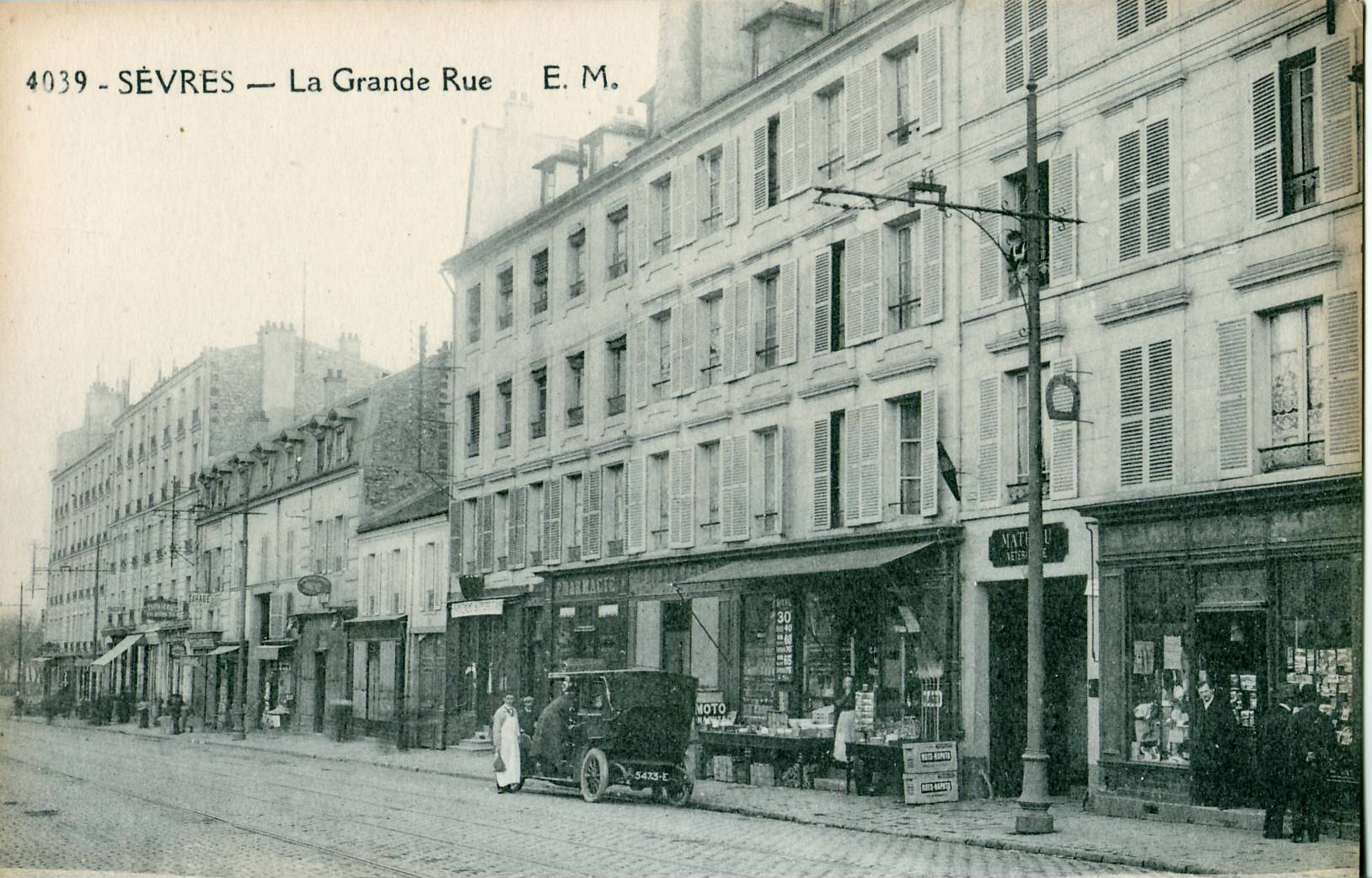
La RN 10 à Sèvres, au début du XXe siècle.

- Sèvres est traversée de part en part par la RN 10, aujourd'hui déclassée en RD 910 (avenue de l'Europe), et qui permet de relier la ville à Boulogne-Billancourt et Chaville.
- Elle est le point de départ de la RN 118 au niveau du pont de Sèvres, voie rapide qui donne accès à l'autoroute A10, l'autoroute A86, la vallée de Chevreuse et les pôles d'activités de Vélizy-Villacoublay et de Paris-Saclay.
- Elle est enfin traversée par la RD 7, qui longe la Seine sur la rive gauche.

#### Pistes cyclables
Sèvres présente un axe principal de circulation qui supporte un important trafic de transit principalement aux heures de pointe du soir et du matin. Cela permet de préserver des axes secondaires de desserte résidentielle ne subissant pas les effets négatifs de la circulation de transit, et sur laquelle la mise en zone 30 était à l’étude, dès 2007. La mairie a toutefois lancé une réflexion sur ces voies pour obtenir un meilleur partage des espaces publics en faveur des liaisons douces (trottoirs confortables, si possible développement de pistes cyclables) et de l’usage des transports en commun là où ils passent (arrêts de bus confortables, création de sites propres lorsque les conditions techniques le permettent). Depuis novembre 2011, quinze rues sont mises en double sens cyclable. Elles font l’objet d’un marquage au sol et d’une pose de panneaux signalétiques spécifiques :
- avenue de la Cristallerie
- rue Brancas, entre la  rue de Ville-d'Avray et la rue Bernard-Palissy
- Grande-Rue, entre la  rue de Ville-d'Avray et la place Gabriel-Péri
- rue du Docteur-Gabriel-Ledermann, entre la rue de Rueil et la rue Jules-Sandeau
- rue Riocreux, entre la place Pierre-Brossolette et la rue de Ville-d’Avray
- rue Brongniart
- rue Léon-Journault (entre l'avenue Camille-Sée et la sente Brezin) puis rue Victor-Hugo
- rue des Bas-Tillets, entre la rue Benoît-Malon et la rue de la Garenne
- rue Albert-Dammouse, entre la rue Avice et le virage Stade-des-Fontaines
- rue Rouget-de-l’Isle
- rue Jules-Ferry
- rue du Docteur-Roux
- rue Charles-Vaillant
- rue Jean-Jaurès
- rue des Verrières

#### Transports en commun

##### Transports ferrés
- Ligne N du Transilien : Gare de Sèvres-Rive-Gauche
- Lignes L et U du Transilien : gare de Sèvres - Ville-d'Avray
- ligne 2 du tramway d'Île-de-France : stations Brimborion et Musée de Sèvres
- Ligne 9 du métro de Paris : station Pont de Sèvres, située sur les bords de Seine côté Boulogne
- Depuis 1840, la gare de Sèvres-Rive-Gauche dessert le centre et l'est de Sèvres. Le temps de trajet y est d'environ 49 minutes depuis Rambouillet, 1 heure 5 minutes depuis Mantes-la-Jolie, 34 minutes depuis Plaisir - Grignon et 12 minutes depuis Paris-Montparnasse.
- Depuis 1839, la gare de Sèvres - Ville-d'Avray dessert l'ouest et le nord de Sèvres. Le temps de trajet y est d'environ 28 minutes depuis Paris-Saint-Lazare, 10 minutes depuis Versailles-Rive-Droite et Versailles-Chantiers, et 11 minutes depuis La Défense.
- Depuis 1997, le tramway T2 longe la Seine sur sa rive gauche et dessert deux stations dans la commune, Brimborion et Musée de Sèvres. Il relie depuis 2012 la Porte de Versailles au Pont de Bezons.
- Depuis 1934, le métro ligne 9 a pour terminus occidental la commune de Boulogne-Billancourt, avec une station située de l'autre côté de la Seine en face de Sèvres. La station sera en correspondance fin 2025 avec la ligne 15 du Grand Paris Express.

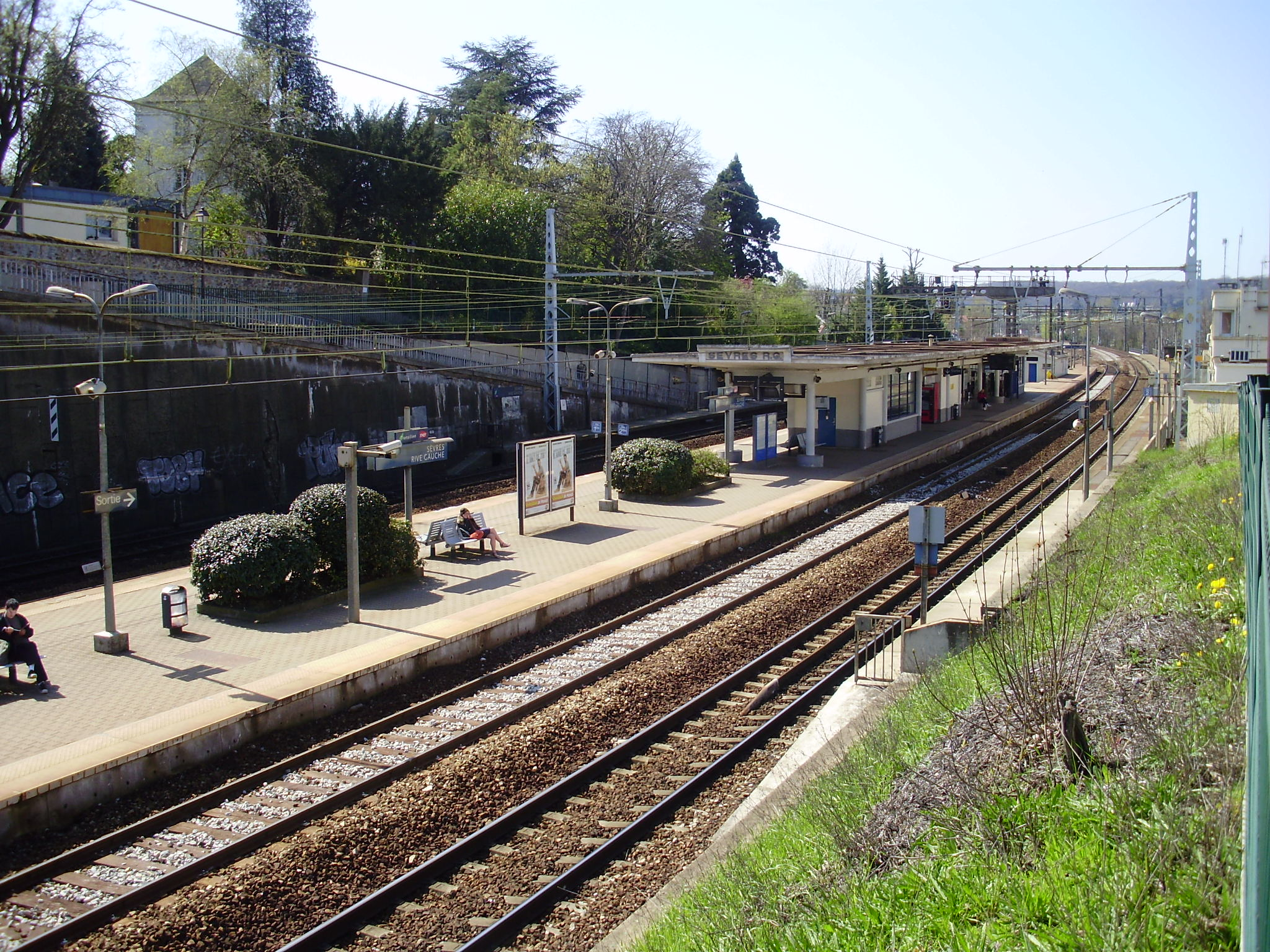
Sèvres-Rive-Gauche, réseau Montparnasse.
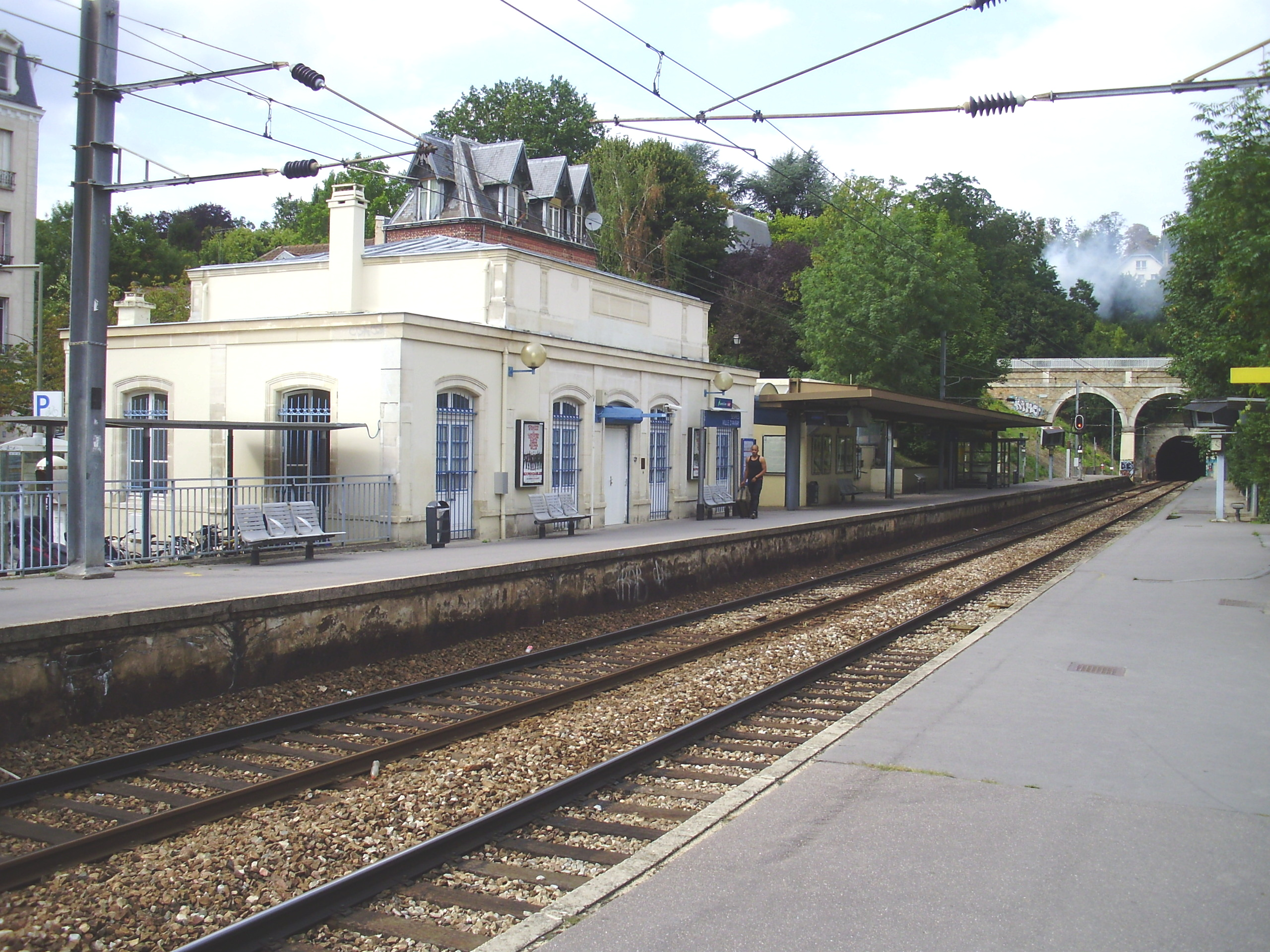
Sèvres - Ville d'Avray, réseau Saint-Lazare.
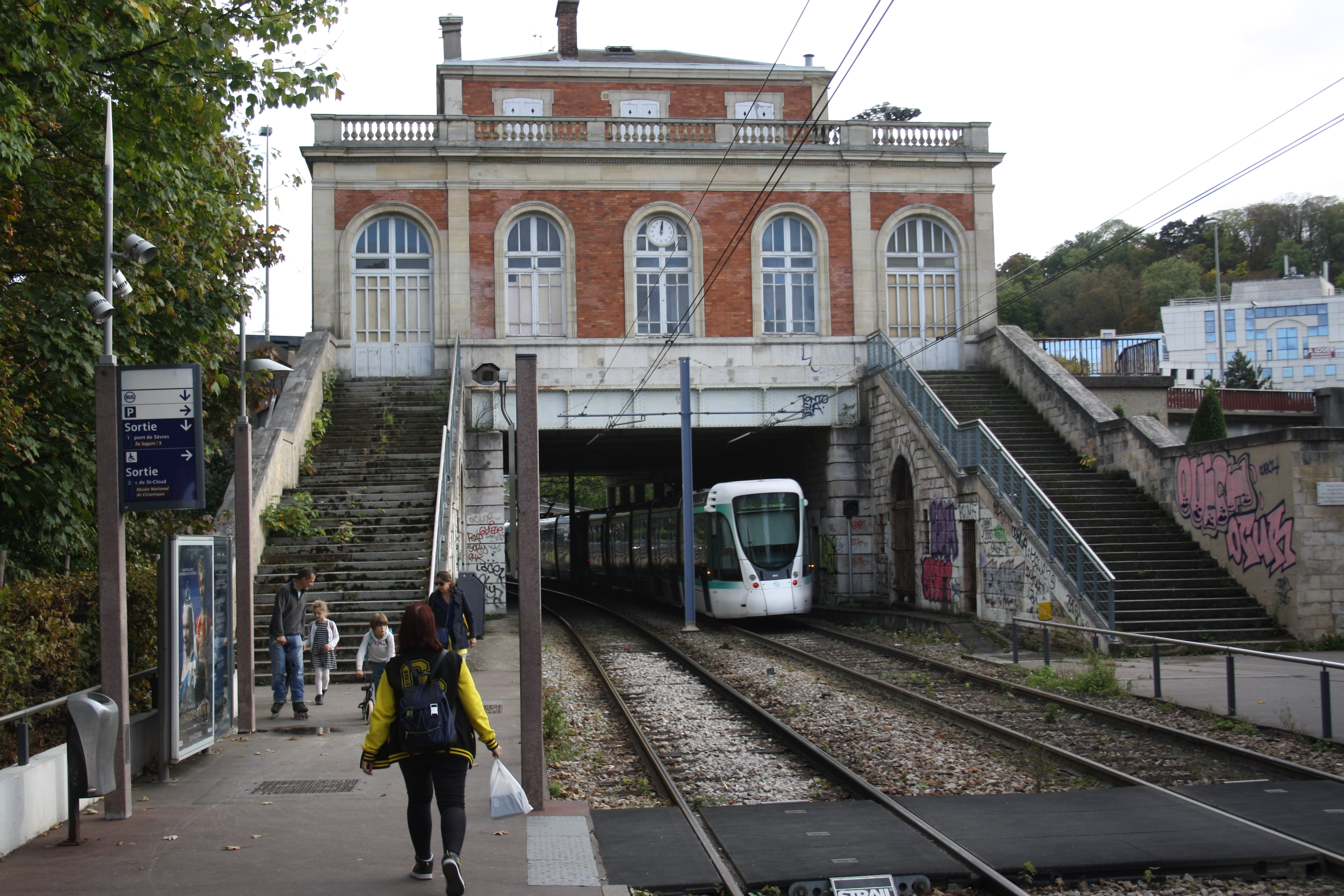
Musée de Sèvres, tram T2.

##### Bus
La commune est reliée aux villes limitrophes, via les réseaux de bus de l'Île-de-France :
- Trois lignes du réseau de bus RATP, le 169, qui relie le Pont de Sèvres à l'Hôpital européen Georges-Pompidou via Clamart et Issy-les-Moulineaux, le 171, qui relie le Pont de Sèvres au Château de Versailles via Chaville (ancien tramway de Paris à Versailles), le 179, qui relie le Pont de Sèvres à la gare de Robinson via Vélizy-Villacoublay et le 426, qui relie le Pont de Sèvres à la gare de La Celle-Saint-Cloud via Ville-d'Avray.
- Les lignes de bus intercommunales GPSO 469 (reliant la gare de Chaville-Rive-Droite à la Porte des Hauts-de-Seine à Ville-d'Avray) et GPSO Bus ;
- Le réseau de bus de Vélizy Vallées gère la ligne 6145.
- La ville met à disposition des personnes à mobilité réduite un minibus, « L’autre Bus ».
- La nuit, le Noctilien dessert Sèvres via trois lignes, le N61 (qui relie la gare de Paris-Montparnasse à Clamart), le N66 (qui relie la gare de Paris-Montparnasse à Chaville et le N145 (qui relie la gare de Paris-Montparnasse à La Verrière ou Rambouillet).

## Urbanisme

### Typologie
Au 1er janvier 2024, Sèvres est catégorisée grand centre urbain, selon la nouvelle grille communale de densité à sept niveaux définie par l'Insee en 2022.
Elle appartient à l'unité urbaine de Paris, une agglomération inter-départementale regroupant 407  communes, dont elle est une commune de la banlieue,,. Par ailleurs la commune fait partie de l'aire d'attraction de Paris, dont elle est une commune du pôle principal,. Cette aire regroupe 1 929 communes,.

### Morphologie urbaine
L’Insee découpe la commune en dix îlots regroupés pour l'information statistique.
La commune de Sèvres comprend 16 quartiers, dont les intitulés sont :
- 1 - Bruyères - Acacias - Fonceaux
- 2 - Bruyères - Postillons - Jaurès
- 3 - Val des Bruyères - Allard
- 4 - Ernest-Renan
- 5 - Châtaigneraie
- 6 - Beau Site - Pommerets
- 7 - Binelles
- 8 - Manufacture - Brimborion
- 9 - SEL - Division-Leclerc
- 10 - Europe - Pierre-Midrin
- 11 - Médiathèque - 11-Novembre
- 12 - Danton - Gabriel-Péri
- 13 - Monesse
- 14 - Croix-Bosset
- 15 - Brancas - Fontenelles
- 16 - Brancas - Beauregard

| Type d'occupation           | Pourcentage | Superficie (en hectares) |
| --------------------------- | ----------- | ------------------------ |
| Espace urbain construit     | 62,70 %     | 243,19                   |
| Espace urbain non construit | 13,46 %     | 52,21                    |
| Espace rural                | 23,83 %     | 92,44                    |
| Source : Iaurif             |             |                          |

### Logement
Dans le projet d’aménagement et de développement durable (PADD) approuvé le 10 mai 2007, la commune affiche l’ambition de maintenir sa population aux environs de sa situation de début 2005. Il s’agit d’une volonté d’offrir à chaque ménage habitant la commune, l’opportunité de vivre et évoluer à Sèvres, et d’un enjeu de préservation de son tissu d’équipements et de commerces locaux. Les études menées dans le cadre du P.L.H. montrent qu’à l’horizon 2015, ceci impliquerait la construction d’environ 40 logements par an (en tenant compte de la transformation du parc ancien, de la réduction de la vacance et du desserrement de la taille des ménages) pour maintenir la population communale.
En 2005, la commune comptait 24,5 % de logements sociaux. Ces logements sont en grande partie implantés le long de la RD 910, autour du centre-ville. La commune affiche la volonté de préserver cette mixité sociale en garantissant une diversité des statuts de logements dans le cadre des opérations futures de construction. À ce titre, elle affiche la volonté de maintenir son parc de logement social autour de 25 % du parc total de résidences principales. Par ailleurs, le parc locatif privé a connu une baisse entre 1990 et 1999. Un effort en faveur de ce type de logements sera recherché toujours dans l’optique de maintenir la diversité des profils d’habitants. Certains secteurs de la ville étant faiblement pourvus en logements sociaux, le développement de ce type de logement devra permettre un meilleur équilibre à l’échelle de la commune.

### Projets d'aménagements
Les principaux projets d'aménagements concernent :
- la reconstruction de l'école Croix-Bosset[22] (achevée en 2011) ;
- le développement des liens entre les berges de Seine, la ville et les parcs boisés par des ouvertures piétonnes destinées à développer une trame de liaisons douces est/ouest (liaisons parc de Saint-Cloud/île Monsieur, entre le parc de Brimborion et la station de tramway Brimborion, le long de la Seine, projet d’aménagement de l’entrée de Sèvres et des abords du musée de la Manufacture par la création d’un cheminement piéton/vélos le long de la Grande-Rue, derrière le mur d’enceinte du musée)[23].
- Aménagement de l'Ile Monsieur pour l'accès de la future gare de la ligne 15 du Grand Paris.

## Toponymie
Le nom de la localité est attesté sous la forme Savara au VIe siècle. Puis sous les formes Villa Savara au VIe siècle, Saura ou  Savra en 873, Saure[Quand ?], Saevara au XIe siècle, Sevra en 1182, Severa, Sepera et Separa au XIIIe siècle, Sièvre[Quand ?], Saives[Quand ?], Sèvre-en-France-lez-Paris à partir du XIVe siècle, avant Sèvres[Quand ?].
Sèvres a pris le nom de la rivière qui la traversait, il s'agit d'un type de transfert d'un hydronyme à un toponyme relativement fréquent. C'était plus précisément le nom du ruisseau qui suivait la vallée de Viroflay, Chaville, Sèvres.
Albert Dauzat considère cet hydronyme comme pré-celtique, c'est-à-dire de langue et de signification inconnue. Sèvres comprend les radicaux sav-, sab-, pour Ernest Nègre, *Sab signifie liquide, suc, jus et sève ou  sam-. Ces radicaux sont souvent utilisés en hydronymie.
La racine est la même pour la Sèvre Nantaise et la Sèvre Niortaise qui ont donné son nom au département des Deux-Sèvres.
La rue de Sèvres, importante artère de la rive gauche parisienne, est dénommée ainsi car elle mène à la commune depuis le centre de Paris.

## Histoire

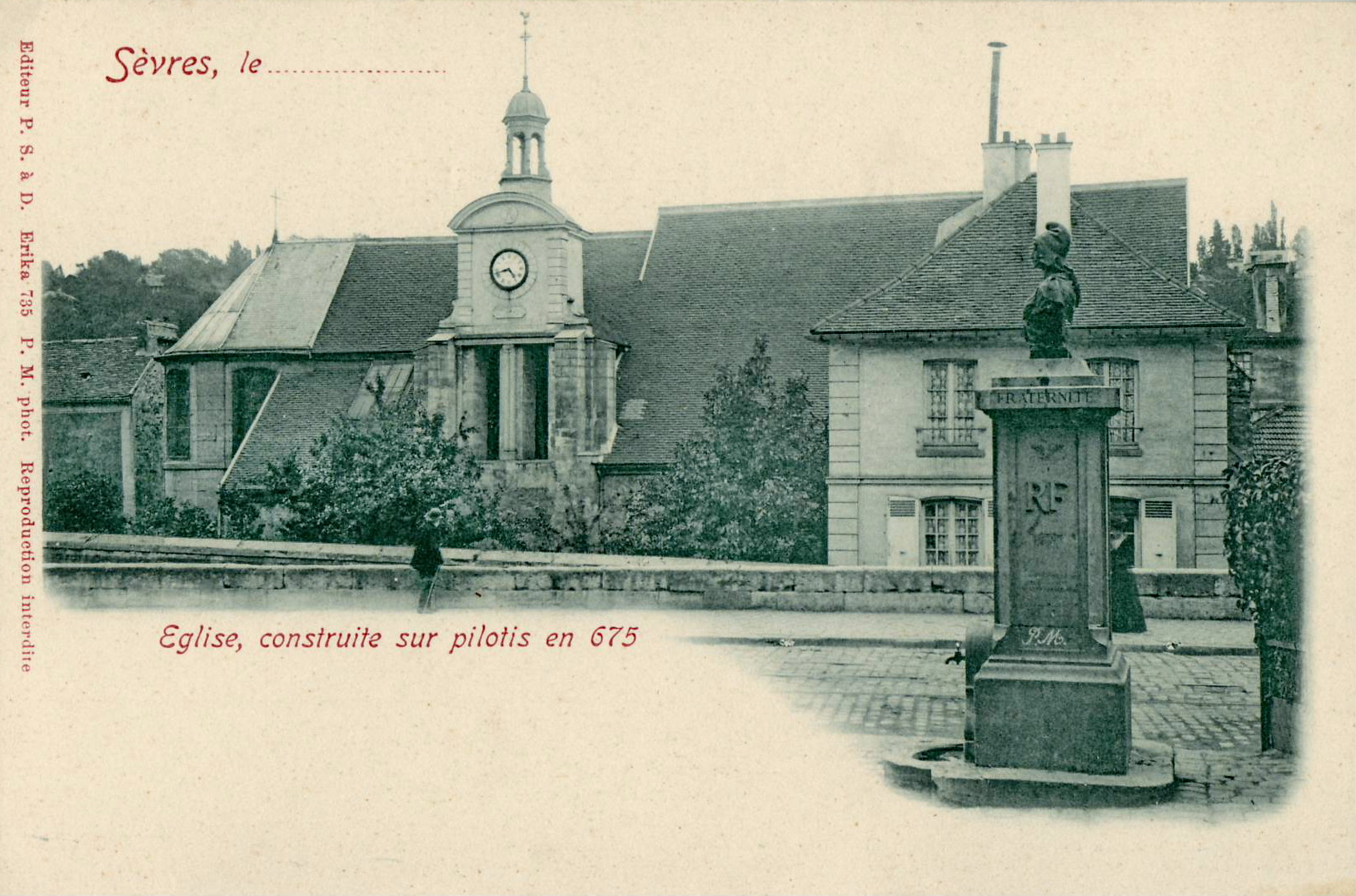
L'église Saint-Romain-de-Blaye, au début du XXe siècle.

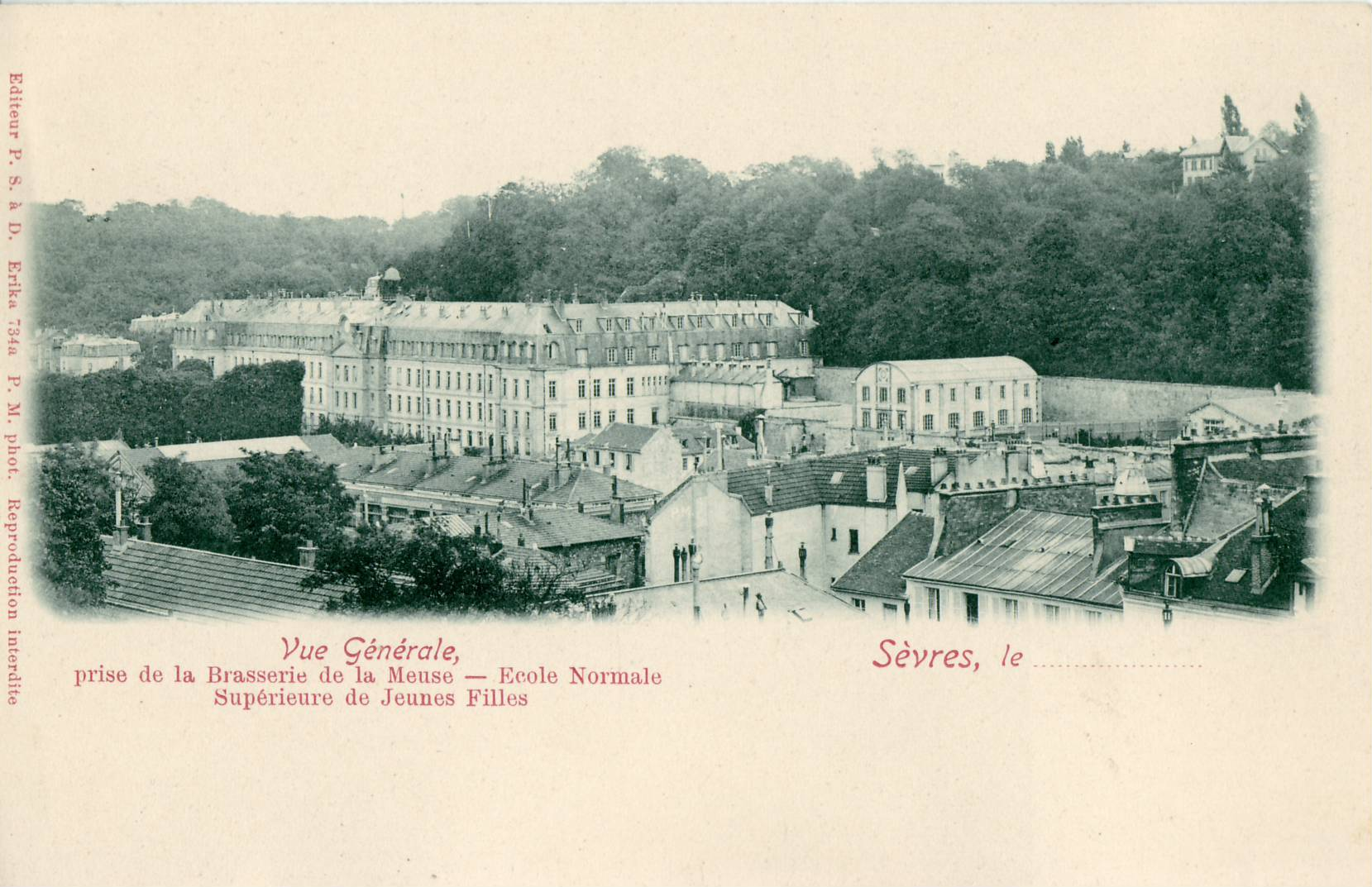
L'ancienne École normale supérieure de Sèvres, au début du XXe siècle.

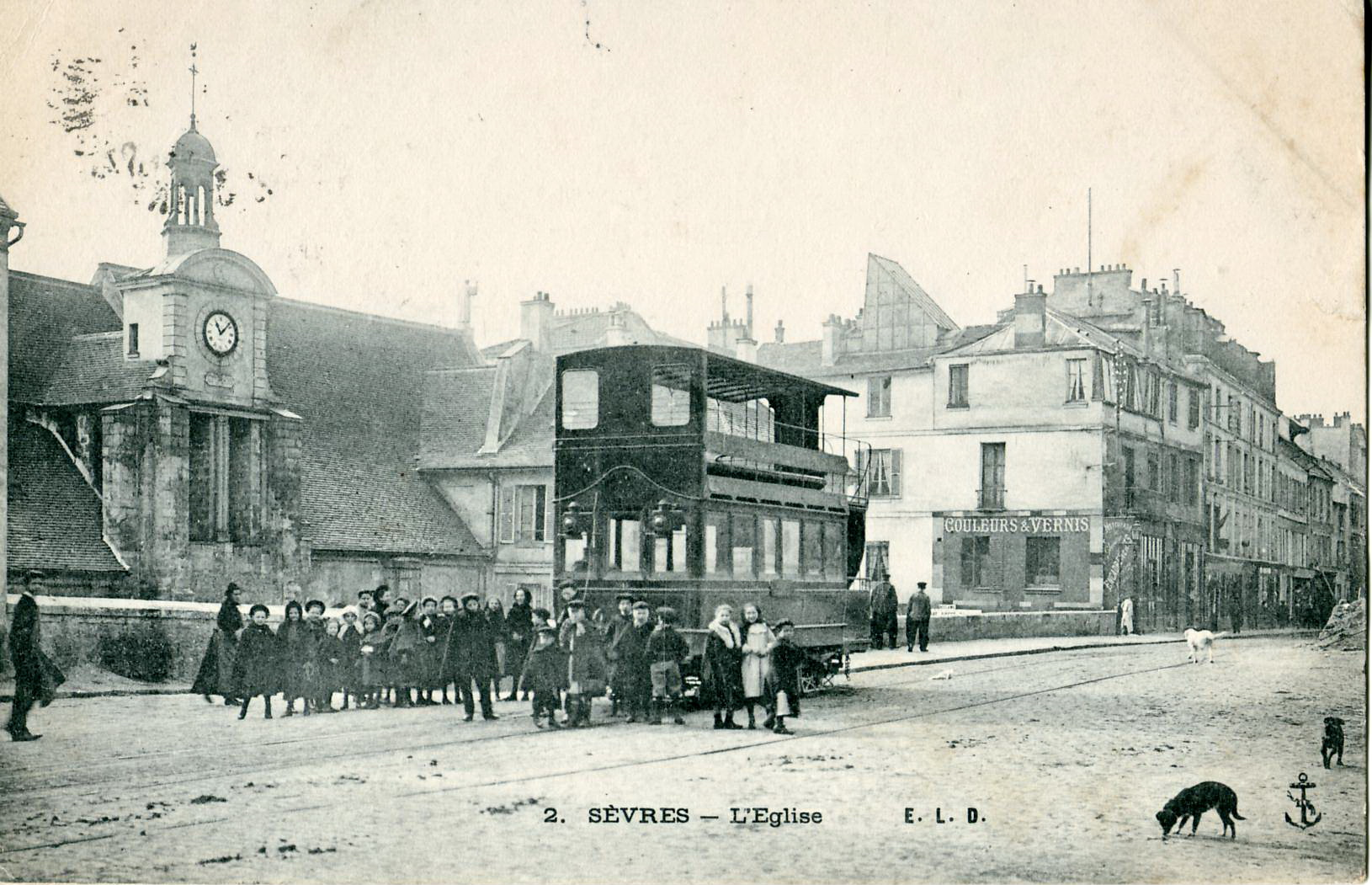
La Grande-Rue au début du XXe siècle.

C'est en 558 que figure la première mention écrite de Sèvres, dans l’acte de fondation par Childebert de l’abbaye de Saint-Germain-des-Près « dont les limites s’étendaient jusqu’au ruisseau de Savara ». En 560, existent une église et un petit village. Détruite et reconstruite au cours des siècles d’invasions et de guerres, l’église actuelle, dédiée à Saint-Romain, patron des mariniers, a conservé la base du clocher du XIIe siècle et des travées du XIIIe siècle.

En 1756, madame de Pompadour fit transférer la manufacture de porcelaine de Vincennes à Sèvres ; c'est le début de la manufacture de Sèvres. On l'installa à l'emplacement de la Guyarde, l'ancienne villégiature de Lully.
En 1760, Louis XV rachète la manufacture qui devient donc « royale ».
Le premier pont de Sèvres, est construit en bois en 1684. Devenu vétuste, Napoléon ordonne la construction d’un nouveau pont de pierre dont les travaux commencent en 1808. Endommagé en 1815 lors des affrontements contre les Prussiens, le pont sera finalement ouvert en 1820.
En 1815, les habitants de Sèvres, unis à quelques soldats, essayèrent de résister aux Prussiens, qui occupaient Sèvres et le pillaient malgré la capitulation signée à Saint-Cloud.[réf. nécessaire]
20 mai 1875 : après la signature à Paris de la Convention du Mètre, qui décida notamment de la construction d'un nouveau prototype de mètre étalon en platine iridié, celui-ci est déposé au bureau international des poids et mesures (BIPM) dans l'enceinte du Pavillon de Breteuil situé dans le parc de Saint-Cloud. Le gouvernement français « offrit ce bâtiment » au BIPM. Le pavillon principal était, alors, dans un état proche de la ruine, à la suite des bombardements prussiens de la guerre de 1870. La rénovation fut donc prise en charge par le bureau international des poids et mesures.[réf. nécessaire]
Pendant la répression de janvier et février 1894, la police y effectue des perquisitions visant les anarchistes qui y résident, sans réel succès,,. Elle y perquisitionne notamment Élisée Reclus, ce qui provoque les protestations du monde intellectuel français.
Durant la crue de la Seine de 1910, Sèvres est inondée comme les villes voisines situées le long du fleuve. Le 27 janvier, le quotidien Le Journal écrit : « À Sèvres, un affaissement général s'est produit au rez-de-chaussée de la Manufacture nationale. Le personnel est licencié ».
Après la Première Guerre mondiale, les troupes victorieuses décident à Sèvres du sort de l'Empire Ottoman. Le traité de Sèvres signera la mort de l'Empire Ottoman sans s'imposer dans la durée. Les concessions accordées aux puissances victorieuses dans la zone, notamment la Grèce, entraînent rapidement le début de nouveaux conflits.
Lors de la Seconde Guerre mondiale, la ville de Sèvres voit un certain nombre d'actions de résistance sur son territoire, un peu plus d'une dizaine. Les plus notables sont l'explosion d'un train militaire par le détachement Valmy, le 1er septembre 1942 ; l'assassinat d'un collaborateur par Gilbert Médéric-Vedy le 18 avril 1943, avenue de Bellevue ; et enfin, le 15 août 1943, une attaque à main armée contre le centre de rationnement disposé aux Bruyères échoue, Louis Chapiro, Pierre Lorgnet, Emile Reaubourg, Jean Camus sont pris, Roland Vachette meurt dans l'action.
Les protocoles de Sèvres (parfois nommés « accords ») sont un accord secret en sept points consignant par écrit une entente tripartite entre Israël, la France et la Grande-Bretagne en réaction à la nationalisation du canal de Suez par le dirigeant égyptien Nasser.
La rénovation du centre-ville ancien, insalubre, accompagné de la déviation de la RN 10, est engagée en 1961 par la municipalité du Dr Odic, qui prévoyait la destruction de 1 500 logements et la construction de 1 600 nouveaux, 42 000 mètres carrés de bureaux ou de locaux commerciaux,. La municipalité de Jean Caillonneau réoriente l'urbanisation à la fin des années 1980 afin de favoriser la création de bureaux afin de « refaire de Sèvres une ville dynamique et industrieuse ».

## Politique et administration

### Rattachements administratifs et électoraux
Antérieurement à la loi du 10 juillet 1964, la commune faisait partie du département de Seine-et-Oise. La réorganisation de la région parisienne en 1964 fit que la commune appartient désormais au département des Hauts-de-Seine et à son arrondissement de Boulogne-Billancourt après un transfert administratif effectif au 1er janvier 1968.
Elle était depuis 1793 le chef-lieu du canton de Sèvres du département de Seine-et-Oise puis du Val-d'Oise. Dans le cadre du redécoupage cantonal de 2014 en France, Sèvres est désormais rattaché au canton de Boulogne-Billancourt-2.
Sèvres est dans le ressort du tribunal d'instance ainsi que dans celui du tribunal de police de Boulogne-Billancourt.

### Intercommunalité

EPT Grand Paris Seine Ouest.

Boulogne-Billancourt et Sèvres ont créé le 1er janvier 2004 la communauté d'agglomération Val de Seine en raison de divergences avec les communes voisines, dont le périmètre aurait été plus pertinent.
Passées les divergences qui avaient empêché les deux agglomérations de n'en faire qu'une à leur création respective en 2003 et 2004, la communauté d'agglomération Arc de Seine et la communauté d'agglomération Val de Seine fusionnent le 1er janvier 2010 sous le nom de communauté d'agglomération Grand Paris Seine Ouest,.
Dans le cadre de la mise en œuvre de la volonté gouvernementale de favoriser le développement du centre de l'agglomération parisienne comme pôle mondial est créée, le 1er janvier 2016, la métropole du Grand Paris (MGP), dont la commune est membre.
La loi portant nouvelle organisation territoriale de la République du 7 août 2015 prévoit également la création de nouvelles structures administratives regroupant les communes membres de la métropole, constituées d'ensembles de plus de 300 000 habitants, et dotées de nombreuses compétences, les établissements publics territoriaux (EPT).
La commune a donc également été intégrée le 1er janvier 2016 à l'établissement public territorial Grand Paris Seine Ouest, qui succède à la communauté d'agglomération éponyme.

### Tendances politiques et résultats
Depuis les échéances électorales de 2007, Sèvres fait partie des communes, de plus de 3 500 habitants utilisant les machines à voter.

#### Élections présidentielles
Résultats des deuxièmes tours :
- Élection présidentielle de 2002[48] : 90,22 % pour Jacques Chirac (UMP), 9,78 % pour Jean-Marie Le Pen (FN). Le taux de participation était de 87,06 %.

- Élection présidentielle de 2007[49] : 56,40 % pour Nicolas Sarkozy (UMP), 43,60 % pour Ségolène Royal (PS). Le taux de participation était de 83,92 %.
- Élection présidentielle de 2012[50] : 51,82 % pour Nicolas Sarkozy (UMP), 48,18 % pour François Hollande (PS). Le taux de participation était de 84,13 %.
- Élection présidentielle de 2017[51] : 88,00 % pour Emmanuel Macron (REM), 12,00 % pour Marine Le Pen (FN). Le taux de participation était de 80,38 %.
- Élection présidentielle de 2022[52] : 82,81 % pour Emmanuel Macron (LREM), 17,19 % pour Marine Le Pen (RN). Le taux de participation était de 77,99 %.

#### Élections législatives
Résultats des deuxièmes tours :
- Élections législatives de 2012[53] : 50,16 % pour Jean-Jacques Guillet (UMP), 49,84 % pour Catherine Lime-Biffe (PS). Le taux de participation était de 61,07 %.
- Élections législatives de 2017[54] : 64,78 % pour Jacques Maire (LREM), 35,22 % pour Gilles Boyer (LR). Le taux de participation était de 48,57 %.
- Élections législatives de 2022[55] : 65,29 % pour Prisca Thevenot (Ensemble), 34,71 % pour Annie Larroque-Comoy (NUPES). Le taux de participation était de 55,09 %.

#### Élections européennes
Résultats des deux meilleurs scores :
- Élections européennes de 2014[56] : 22,55 % pour Alain Lamassoure (UMP), 17,11 % pour Marielle de Sarnez (MoDem). Le taux de participation était de 53,26 %.
- Élections européennes de 2019[57] : 38,33 % pour Nathalie Loiseau (LREM), 17,94 % pour Yannick Jadot (EÉLV). Le taux de participation était de 60,17 %.
- Élections européennes de 2024[58]: 23,49% pour Valérie Hayer (RE), 19,95 pour Raphaël Glucksmann (PS-PP). Le taux de participation était de 61,95%.

#### Élections régionales
Résultats des deux meilleurs scores :
- Élections régionales de 2015[59] : 52,83 % pour Valérie Pécresse (UMP), 40,18 % pour Claude Bartolone (PS). Le taux de participation était de 59,77 %.
- Élections régionales de 2021[60] : 52,34 % pour Valérie Pécresse (DVD), 29,52 % pour Julien Bayou (EÉLV). Le taux de participation était de 40,93 %.

#### Élections départementales
Résultats des deux meilleurs scores :
- Élections départementales de 2015[61] : 65,35 % pour Grégoire de la Roncière et Marie-Laure Godin (DVD), 34,65 % pour Nathalie Cyrot et Nicolas Gaborit (PS). Le taux de participation était de 44,31 %.
- Élections départementales de 2021[62] : 62,92 % pour Grégoire de la Roncière et Marie-Laure Godin (DVD), 37,08 % pour Philippe Audoin et Pauline Rapilly-Ferniot (EÉLV). Le taux de participation était de 40,92 %.

#### Élections municipales
Résultats des deuxièmes tours ou du premier tour si dépassement de 50 % :
- Élections municipales de 2014[63] : 37,48 % pour Grégoire de la Roncière (DVD), 37,46 % pour Laurence Roux-Fouillet (DVD). Le taux de participation était de 59,23 %.
- Élections municipales de 2020[64] : 57,63 % pour Grégoire de la Roncière (DVC), 27,70 % pour Catherine Candelier (EÉLV). Le taux de participation était de 40,74 %.

### Liste des maires
| Période    | Période                      | Identité                    | Étiquette                      | Qualité |
| ---------- | ---------------------------- | --------------------------- | ------------------------------ | --- |
| 1944       | 1945                         | Émile Greif                 |                                | |
| 1945       | 1945                         | Maurice Vacle               |                                | |
| 1945       | 1947                         | Georges Lenormand           | PCF                            | Résistant, menuisier à la TIRU (Traitement industriel des résidus urbains) syndicaliste CGTU puis CGT                                   |
| 1947       | 1971                         | Charles Jean Odic           | MRP                            | Résistant, déporté à Buchenwald |
| 1971       | 1978                         | Georges Lenormand           | PCF                            | Menuisier à la TIRU d’Issy-les-Moulineaux Conseiller général de Sèvres (1967 → 1970 et 1976 → 1982) Démissionnaire pour raison de santé |
| juin 1978  | mars 1983,                   | Roger Fajnzylberg           | PCF (jusqu'en 1981)            | Économiste |
| mars 1983  | juin 1995                    | Jean Caillonneau            | UDF-CDS                        | Cadre du secteur des assurances Conseiller général de Sèvres (1982 → 2005)                                                              |
| juin 1995  | avril 2014                   | François Kosciusko-Morizet, | app. RPR puis UMP              | Ingénieur général des ponts et chaussées Conseiller général de Sèvres (2006 → 2015) Vice-président du Conseil général                   |
| avril 2014 | En cours (au 6 octobre 2020) | Grégoire de La Roncière     | DVD puis LR puis LREM puis DVD | Vice-président de Grand Paris Seine Ouest (2014 → ) Conseiller départemental de Boulogne-Billancourt-2 (2015 → )                        |

### Politique environnementale
La commune désire valoriser sa richesse environnementale (forêts, berges de la Seine, patrimoine bâti, topographie…) qui constitue un atout en termes d’image pour la ville et de qualité de cadre de vie pour ses habitants : 

« Il convient de préserver ces éléments qui sont des maillons d’un chapelet de parcs et jardins qui participent également à de grandes continuités paysagères, de possibilités de balades et de circuits touristiques à une échelle intercommunale. »

### Démocratie participative
Sèvres a mis en place un conseil communal des jeunes, de façon à faire participer les plus jeunes à la vie de la commune.

### Jumelages
| Ville | Ville          | Pays | Pays       |
| ----- | -------------- | ---- | ---------- |
|       | Mount Prospect |      | États-Unis |
|       | Wolfenbüttel   |      | Allemagne  |

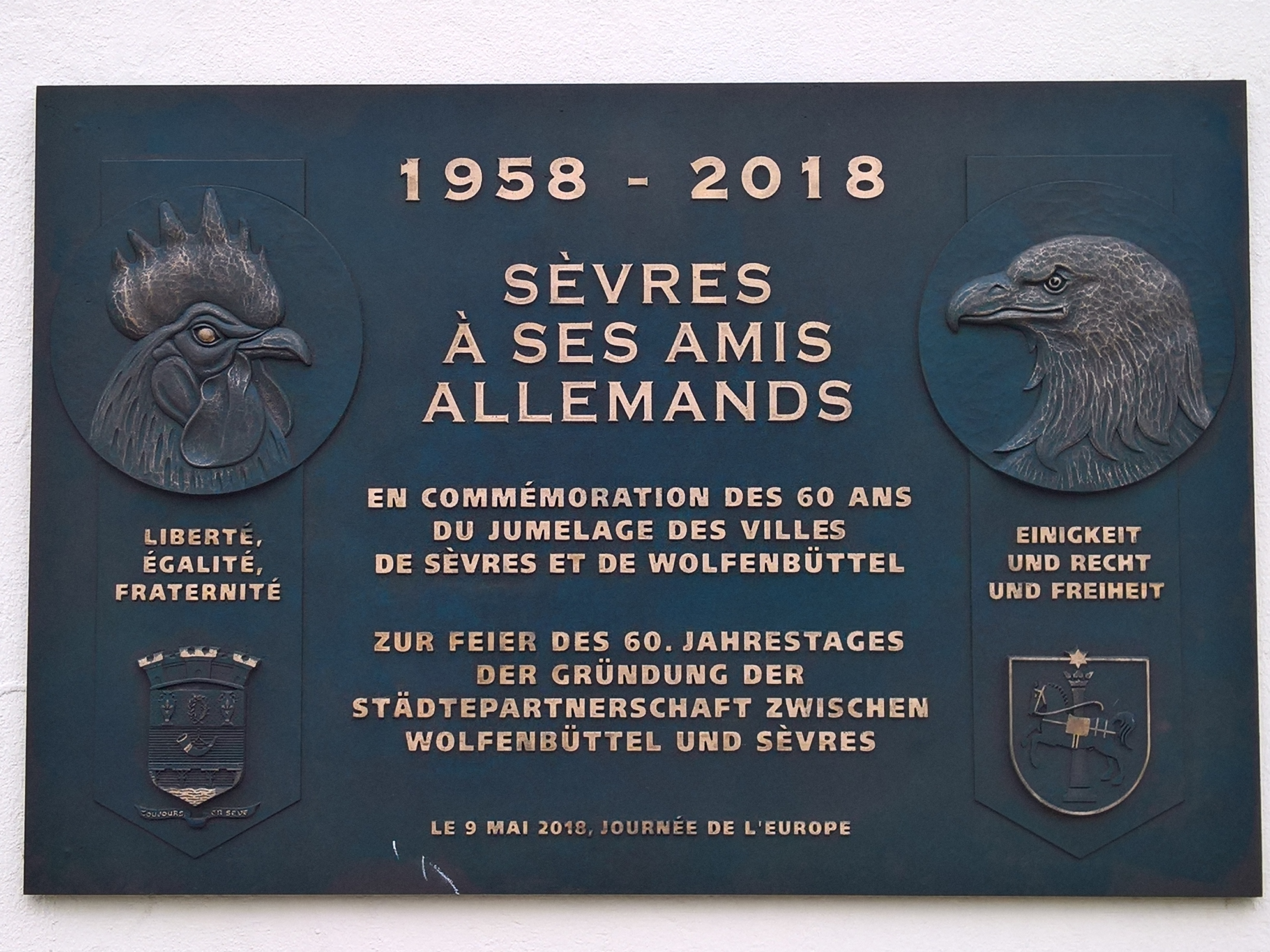
Plaque commémorative du jumelage avec Wolfenbüttel.

La ville est jumelée depuis 1958 avec la ville allemande de Wolfenbüttel (Basse-Saxe) et la ville nord-américaine de Mount Prospect (Illinois) depuis mai 2000.
Par ailleurs, la commune de Sèvres a signé en 1991 un accord de coopération décentralisée avec la commune de Mărăcineni en Roumanie.

## Population et société

### Démographie

#### Évolution démographique
L'évolution du nombre d'habitants est connue à travers les recensements de la population effectués dans la commune depuis 1793. Pour les communes de plus de 10 000 habitants les recensements ont lieu chaque année à la suite d'une enquête par sondage auprès d'un échantillon d'adresses représentant 8 % de leurs logements, contrairement aux autres communes qui ont un recensement réel tous les cinq ans,.

En 2022, la commune comptait 22 782 habitants, en évolution de −3,77 % par rapport à 2016 (Hauts-de-Seine : +2,75 %, France hors Mayotte : +2,11 %).
| 1793  | 1800  | 1806  | 1821  | 1831  | 1836  | 1841  | 1846  | 1851  |
| ----- | ----- | ----- | ----- | ----- | ----- | ----- | ----- | ----- |
| 2 700 | 2 642 | 2 779 | 3 131 | 3 973 | 3 977 | 4 626 | 4 963 | 4 750 |

| 1856  | 1861  | 1866  | 1872  | 1876  | 1881  | 1886  | 1891  | 1896  |
| ----- | ----- | ----- | ----- | ----- | ----- | ----- | ----- | ----- |
| 5 760 | 6 328 | 6 754 | 7 096 | 6 552 | 6 834 | 7 620 | 6 902 | 7 317 |

| 1901  | 1906  | 1911  | 1921   | 1926   | 1931   | 1936   | 1946   | 1954   |
| ----- | ----- | ----- | ------ | ------ | ------ | ------ | ------ | ------ |
| 8 216 | 8 143 | 9 465 | 11 436 | 14 505 | 15 457 | 15 501 | 15 242 | 17 109 |

| 1962   | 1968   | 1975   | 1982   | 1990   | 1999   | 2006   | 2011   | 2016   |
| ------ | ------ | ------ | ------ | ------ | ------ | ------ | ------ | ------ |
| 20 129 | 20 083 | 21 149 | 20 208 | 21 990 | 22 534 | 23 726 | 23 278 | 23 675 |

| 2021   | 2022   | - | - | - | - | - | - | - |
| ------ | ------ | - | - | - | - | - | - | - |
| 22 618 | 22 782 | - | - | - | - | - | - | - |

#### Pyramide des âges
En 2018, le taux de personnes d'un âge inférieur à 30 ans s'élève à 35,9 %, soit en dessous de la moyenne départementale (38,4 %). À l'inverse, le taux de personnes d'âge supérieur à 60 ans est de 22,8 % la même année, alors qu'il est de 20 % au niveau départemental.
En 2018, la commune comptait 11 082 hommes pour 12 169 femmes, soit un taux de 52,34 % de femmes, légèrement inférieur au taux départemental (52,41 %).
Les pyramides des âges de la commune et du département s'établissent comme suit.
| Hommes | Classe d’âge | Femmes |
| ------ | ------------ | ------ |
| 0,7    | 90 ou +      | 2,4    |
| 5,9    | 75-89 ans    | 7,8    |
| 13,8   | 60-74 ans    | 14,8   |
| 20,4   | 45-59 ans    | 20,4   |
| 21,4   | 30-44 ans    | 20,5   |
| 17,4   | 15-29 ans    | 15,6   |
| 20,4   | 0-14 ans     | 18,5   |

| Hommes | Classe d’âge | Femmes |
| ------ | ------------ | ------ |
| 0,6    | 90 ou +      | 1,6    |
| 5,2    | 75-89 ans    | 7,2    |
| 12,1   | 60-74 ans    | 13,5   |
| 19,3   | 45-59 ans    | 19,4   |
| 22,6   | 30-44 ans    | 21,9   |
| 20,2   | 15-29 ans    | 18,9   |
| 19,9   | 0-14 ans     | 17,4   |

### Enseignement

#### Établissements scolaires
Sèvres est située dans l'académie de Versailles.

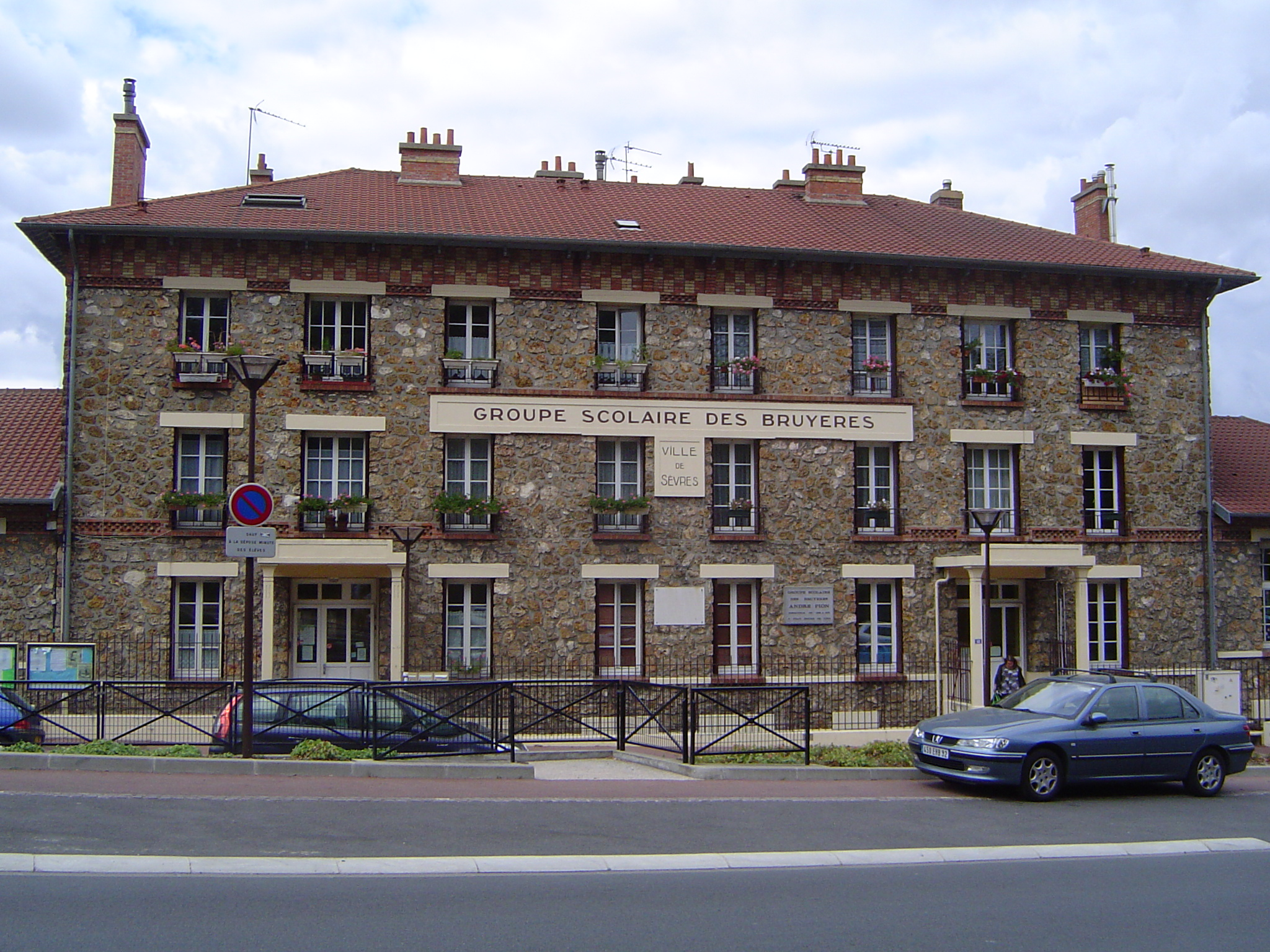
Le groupe scolaire des Bruyères.

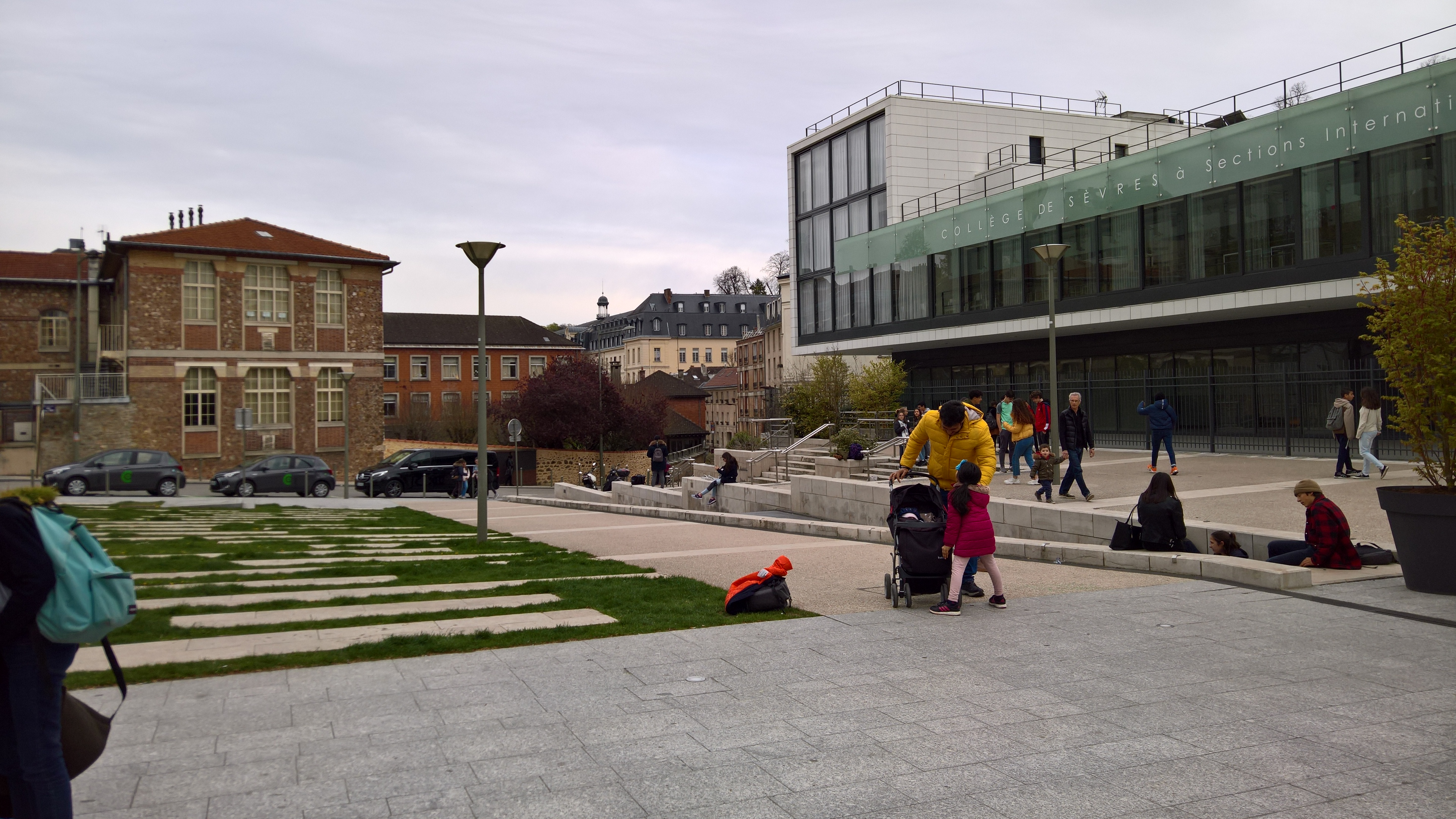
Le collège de Sèvres et son parvis.

- La ville administre six écoles maternelles et cinq écoles élémentaires communales[90].
- Le département gère un collège et la région Île-de-France un lycée du nom de « lycée Jean-Pierre-Vernant » en souvenir[91] du Compagnon de la Libération et historien. Ce lycée, comme le collège, accueille les Sections internationales de Sèvres (bilingues français/anglais et français/allemand) à l'excellence reconnue. Le lycée prépare au baccalauréat français et OIB (option internationale du Baccalauréat).
- Sèvres dispose par ailleurs d'un établissement privé (école et collège) : l'école Jeanne-d'Arc.
- L'École supérieure de fonderie et de forge, une école d'ingénieurs privée est également installée sur le territoire de la commune, au siège de CTIF (Centre technique des industries de la fonderie).
- Strate École de Design, un établissement d’enseignement supérieur privé forme des professionnels du design industriel, du modelage 3D et des chefs de projets innovants.
- Le Centre international d'études pédagogiques, reconnu en France et à l'étranger pour ses compétences en matière d'expertise, de formation, d'évaluation et de gestion de projets internationaux.

#### Historique
La Maison d'enfants de Sèvres a fonctionné de septembre 1941, sous la direction d'Yvonne Hagnauer (Goéland), jusqu'en novembre 1958 au 14, rue Croix-Bosset. Elle emménagea ensuite au château de Bussières, sur l'autre rive de la Seine. En 1991 elle devint le collège Jean-Marie-Guyot.
L'École normale supérieure de jeunes filles a été créée à Sèvres en 1881. Elle occupait les anciens bâtiments de la manufacture de porcelaine, qui abritent aujourd'hui le Centre international d'études pédagogiques. L'école a ensuite déménagé boulevard Jourdan, à Paris, avant de fusionner avec l'École normale supérieure, en 1985.

### Culture

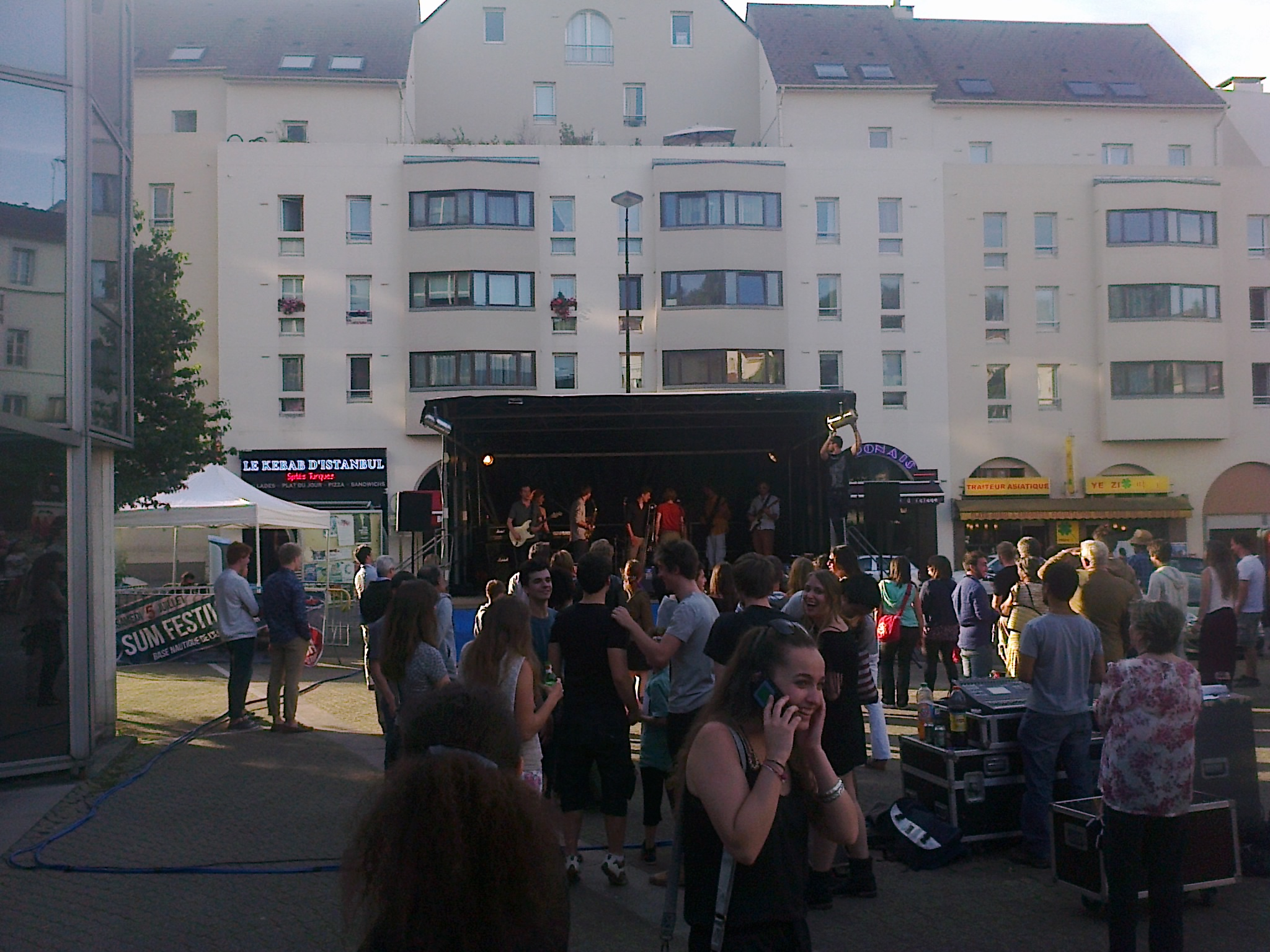
Concert pour la fête de la Musique 2014, place Gabriel-Péri à Sèvres.

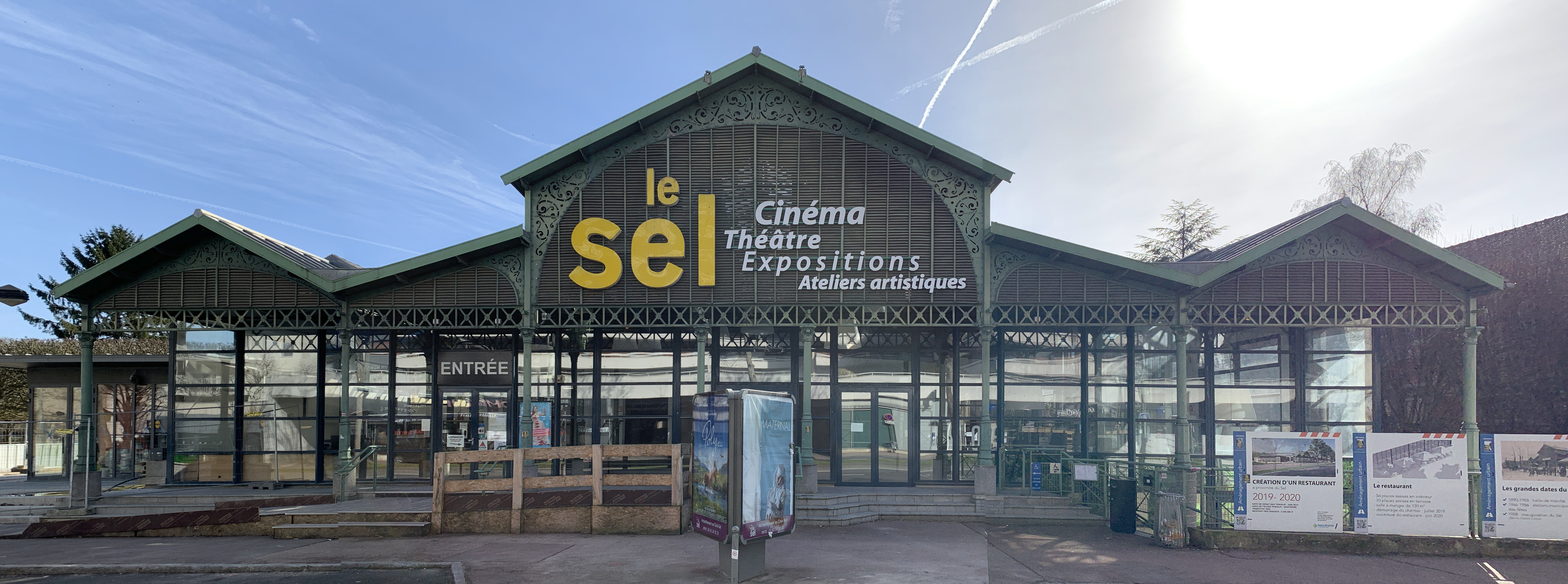
Le Sel.

#### Manifestations culturelles
- En mars, « La dictée de Sèvres » est un concours de dictées organisé depuis 2007[source secondaire souhaitée].
- Tous les deux ans en alternance, ont lieu Le Marché d'Art de Sèvres et « Terres de Sèvres, le Marché de Céramique ».
- Depuis 2014, le festival « Des Images et des Mots » ou le mois de l'illustration est organisé pendant tout le mois de mars.

#### Équipements culturels
- La commune abrite plusieurs établissements culturels, notamment :
  - le conservatoire de musique et de danse
  - la médiathèque
  - le musée national de Céramique
  - la Maison des Jardies, musée et demeure de Léon Gambetta
  - le Sèvres Espace Loisirs (le Sel), salle de spectacle, théâtre, cinéma et salle d'expositions
  - Mezzanine, une galerie d'arts située dans l'hôtel de ville.

### Santé
- Sèvres accueille un des sites du Centre hospitalier des 4-Villes. Ce centre regroupe le centre hospitalier intercommunal Jean-Rostand (qui regroupait déjà Chaville, Sèvres et Ville-d'Avray) et le centre hospitalier de Saint-Cloud. Le site de Sèvres est spécialisé en hospitalisation et en consultation dans les services maternité/gynécologie/fertilité et médecine.

### Sports

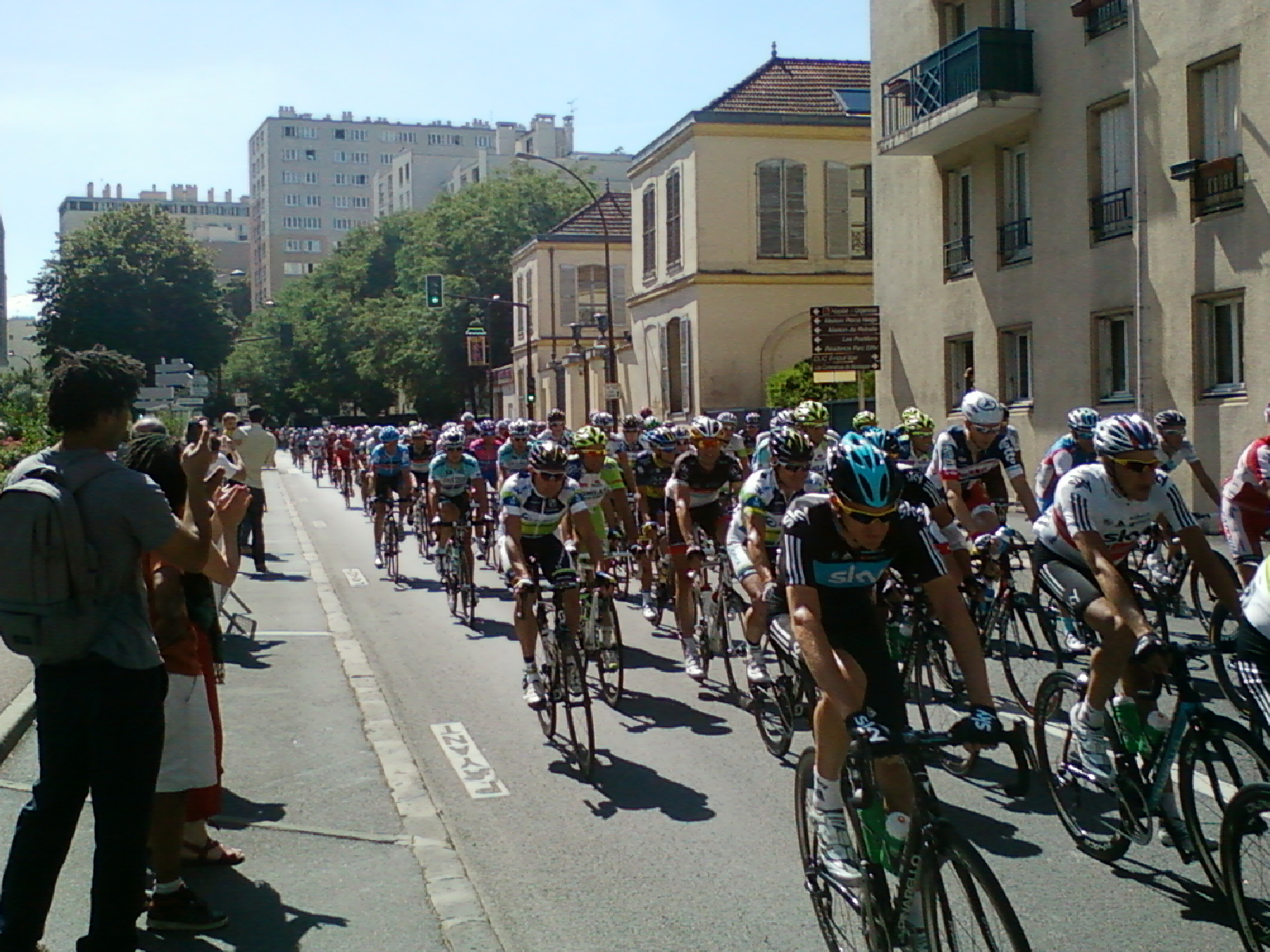
Passage du Tour de France dans la Grande-Rue lors de la du Tour de France 2012 le 22 juillet 2012.

- Sèvres est la ville dans laquelle la France Sport Blowgun Association est implantée depuis 2004[source secondaire souhaitée].
- L'équipe seniors du Sèvres Football Club est actuellement[Quand ?] entraînée par Alexandre Matejic, ancien footballeur professionnel vainqueur de la coupe Gambardella 2004-2005 avec le Toulouse FC. Évoluant dans les divisions départementales, le club sévrien a par ailleurs failli réaliser un exploit à l'occasion du 4e tour de la Coupe de France 2008-2009. En effet, opposé au Red Star (alors en CFA) au stade des Fontaines, le Sèvres FC ouvre le score à la 7e minute par l'intermédiaire de Thomas Millet. Le score reste à 1-0 pour les locaux durant soixante-quinze minutes, jusqu'à l'égalisation du Red Star. Les Sévriens s'effondrent en prolongation et encaissent quatre buts pour un résultat final de 5-1 pour les « Verts »[pertinence contestée].
- La commune abrite des équipements sportifs :
  - la base nautique de l'île Monsieur, qui accueille des activités d'aviron, canoë-kayak et voile ;
  - les stades des Fontaines, Jean-Wagner, de la Fosse-Renaut et de la Mare-Adam ;
  - les terrains de sports du domaine de Brimborion (dont le poney-club), du square Danton et du square Carrier-Belleuse ;
  - les gymnases des Cent-Gardes, des Postillons et Eiffel ;
  - le tennis club de Sèvres ;
  - la piscine municipale.

### Médias
- Sèvres accueille le groupe de webradios Goom Radio depuis 2007.
- C'est également à Sèvres que la série française de Fais pas ci, fais pas ça se déroule. Une partie des scènes est filmée dans une maison meulière ainsi que dans les rues de la ville. La maison des Bouley se situe au 20 rue du Guet[source secondaire souhaitée].

### Cultes

Les églises catholiques de Sèvres
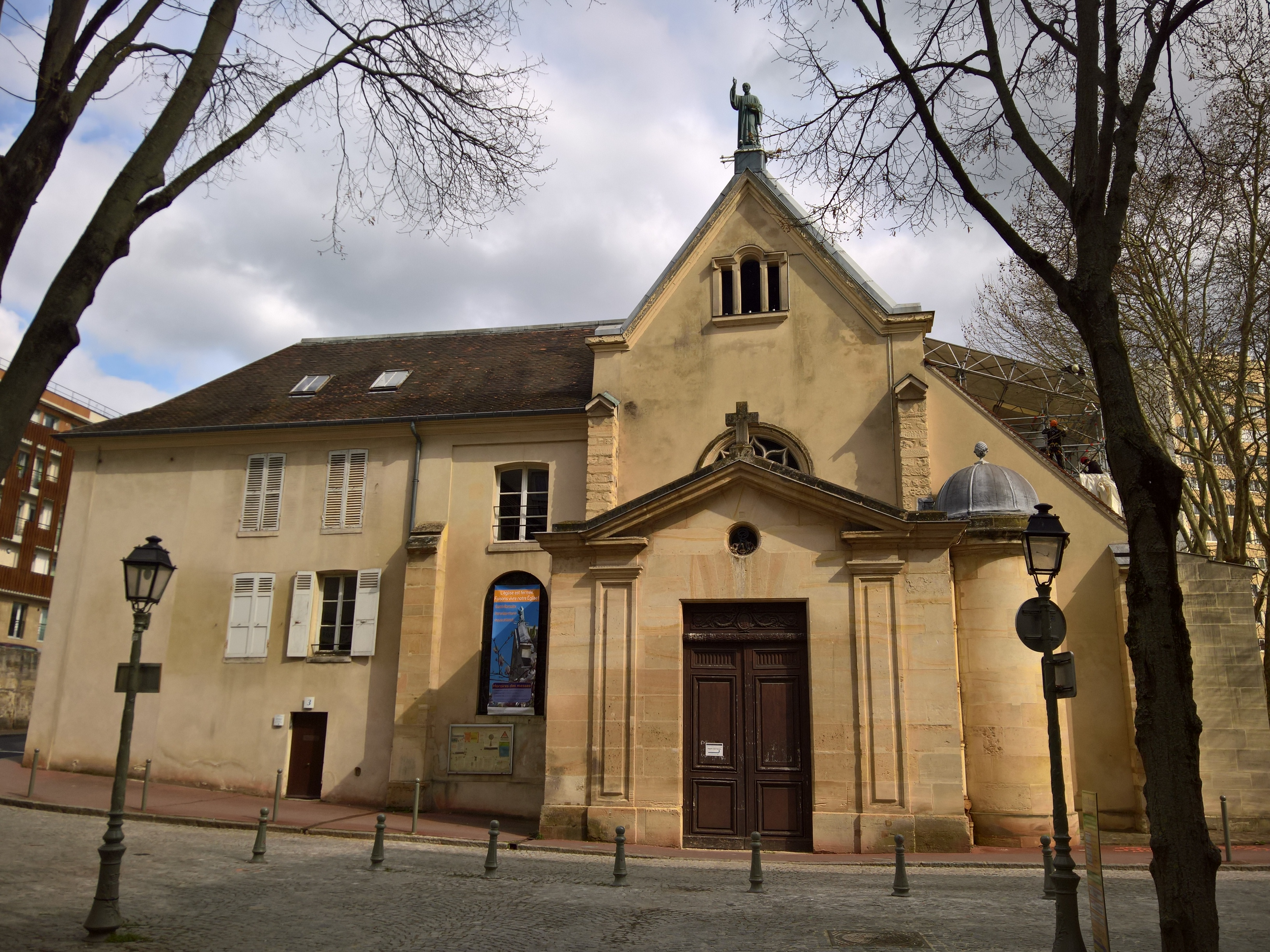
Façade de l'église Saint-Romain.
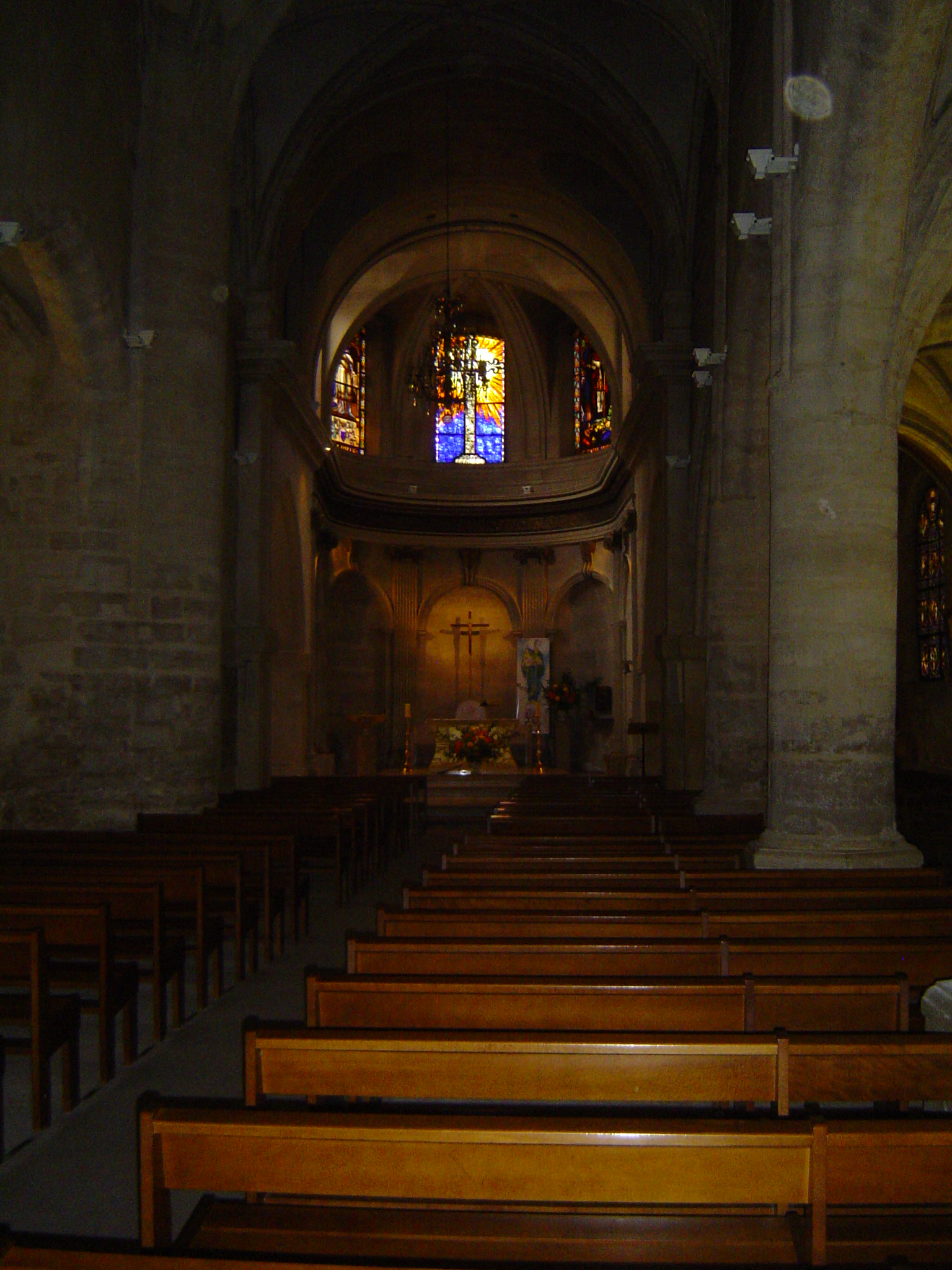
Nef de Saint-Romain.
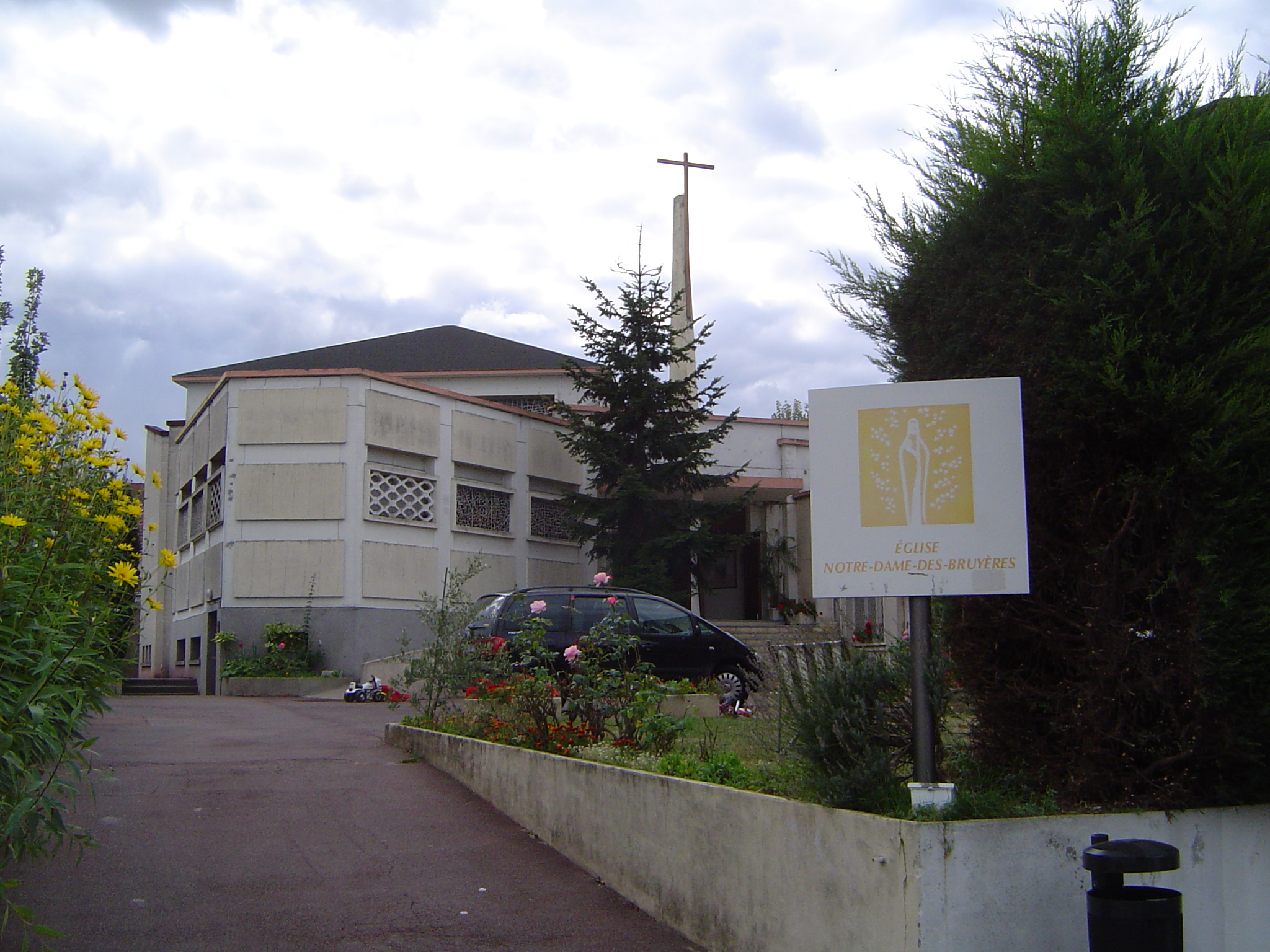
Façade de l'église Notre-Dame-des-Bruyères.
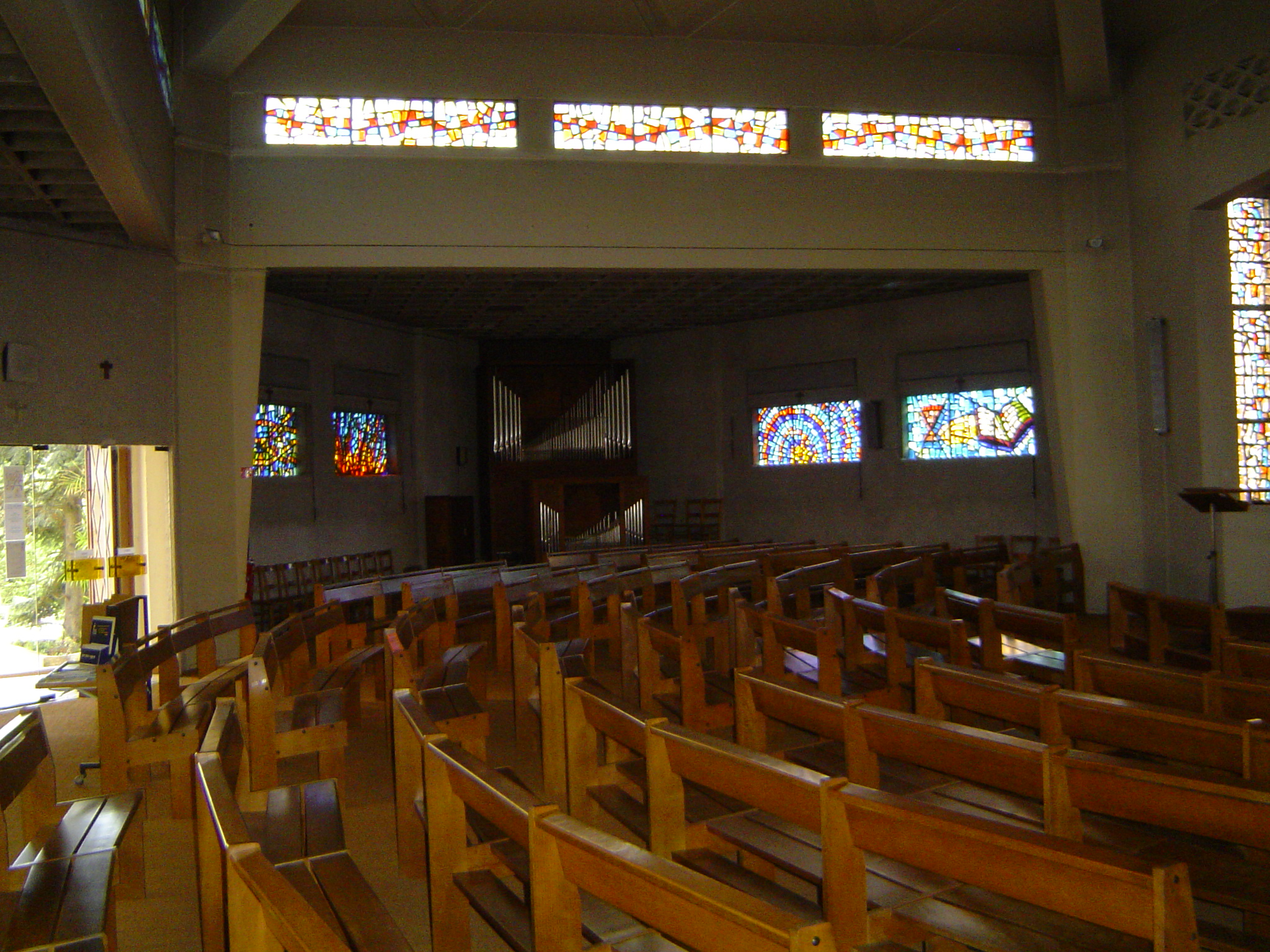
Intérieur de Notre-Dame-des-Bruyères.

- Catholique : l'église Saint-Romain et l'église Notre-Dame-des-Bruyères sont deux paroisses sèvriennes qui font partie du doyenné des Collines, l'un des neuf doyennés du diocèse de Nanterre[94].
- Israélite : une synagogue, Beth Loubavitch Sèvres, est implantée sur le territoire communal.
- Musulman : l'association des musulmans de Sèvres gère la mosquée de Sèvres.
- Protestant : la maison paroissiale de Séquoïa abrite l'Église protestante unie de France.
- Bouddhique : la pagode Tinh Tam, temple chan est située dans le centre de Sèvres.

## Économie

### Revenus de la population et fiscalité
Selon l'Insee, en 2021, le revenu fiscal médian par ménage était de 33 680 €.

### Emploi
En 2020, le taux de chômage parmi les actifs était de 8,3%.
Commune en partie résidentielle mais abritant un nombre important de sociétés, Sèvres se situe en outre à proximité de plusieurs bassins d'emplois, notamment à Boulogne-Billancourt, Vélizy-Villacoublay, Paris-Saclay et Issy-les-Moulineaux. Le quartier d'affaires de La Défense est localisé à 8 kilomètres au nord de Sèvres et, par le train, le métro et le tramway, l'ensemble du bassin de l'aire urbaine de Paris est aisément accessible.

### Entreprises et commerces
- La Grande-Rue abrite la plupart des commerces de la commune, dont le marché Saint-Romain.
- La commune abrite en outre plusieurs entreprises d'importances diverses, dont beaucoup d'immeubles de bureaux situés à proximité du Pont de Sèvres.

## Culture locale et patrimoine

### Lieux et monuments
La commune comprend de nombreux monuments répertoriés à l'inventaire général du patrimoine culturel de la France.
| Intitulé | Ensemble classé | Ensemble inscrit |
| --- | --------------- | ---------------- |
| Centre international pédagogique |                 | x                |
| Intitulé | Monument classé | Monument inscrit |
| Manufacture nationale de porcelaine, 4 Grand-Rue : les six fours                                                                                           | x               |                  |
| Sèvres Espace Loisirs, 47 Grand-Rue : anciennes halles | x               |                  |
| Maison des Jardies et mémorial à Gambetta (musée) | x               |                  |
| École nationale de céramique |                 | x                |
| Immeuble et portail, 17 Grande-Rue |                 | x                |
| Immeuble situé 16, rue Troyon |                 | x                |
| Façades, toitures, portail, 14 rue Ville-d'Avray |                 | x                |
| Église |                 | x                |
| Ancien hôtel, 164 Grande-Rue : corps principal, première travée des deux ailes, clôture sur rue, sol de la cour, et décor intérieur de la chapelle, 33 rue |                 | x                |
| Collège Arménien |                 | x                |
| Intitulé | Site classé     | Site inscrit     |
| Bois de Fausses-Reposes |                 | x                |
| Bois de Meudon et Viroflay |                 | x                |
| Bords de Seine |                 | x                |
| Domaine de Saint-Cloud avec le parc de Villeneuve-l'Etang                                                                                                  | x               |                  |
| Domaine de Brimborion | x               |                  |
| Île Monsieur | x               |                  |
| Rives de la Seine |                 | x                |
| Etangs et leurs abords |                 | x                |
| Source : Iaurif |                 |                  |

#### L'église Saint-Romain-de-Blaye

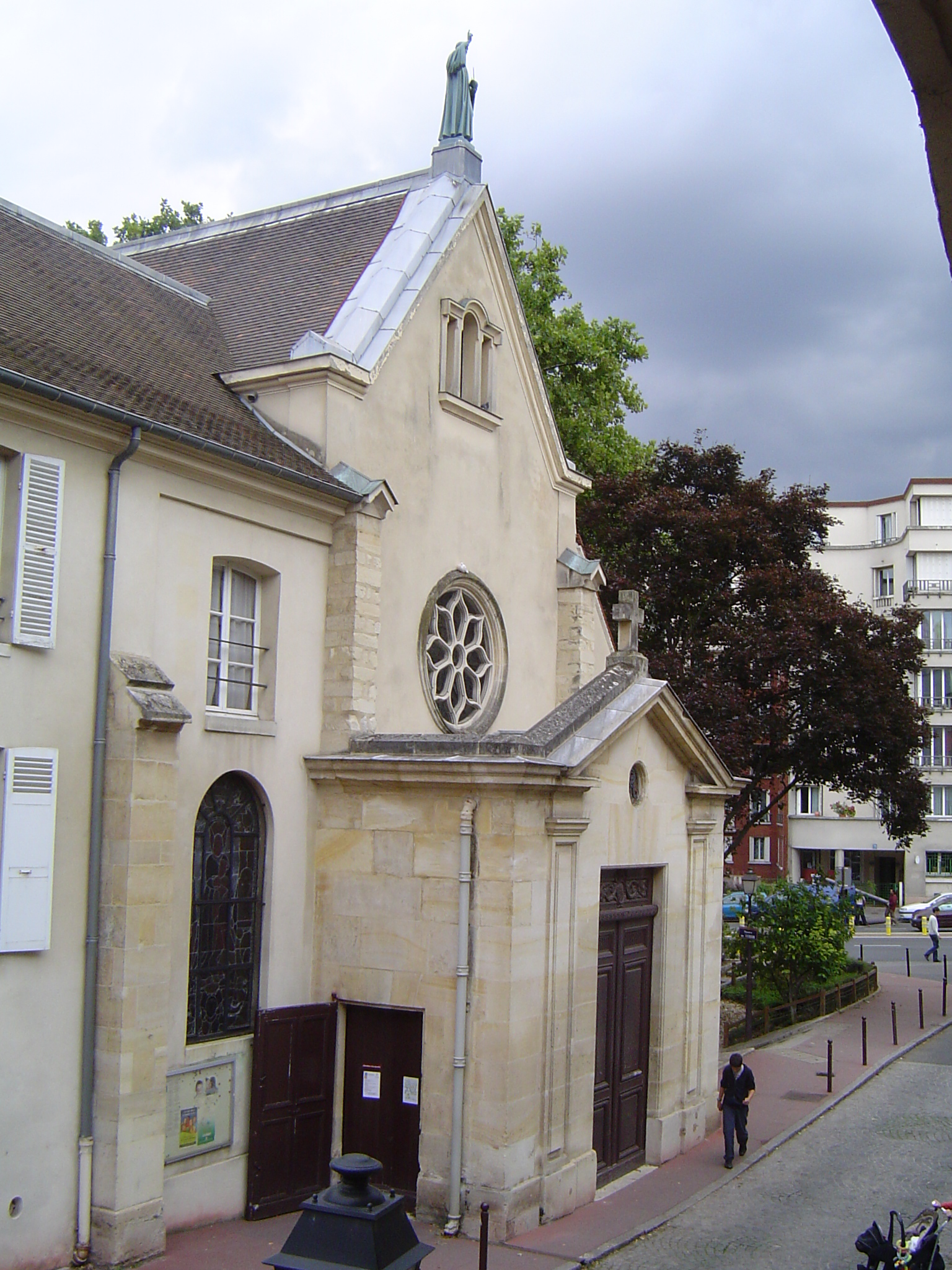
L'église Saint-Romain (extérieur).

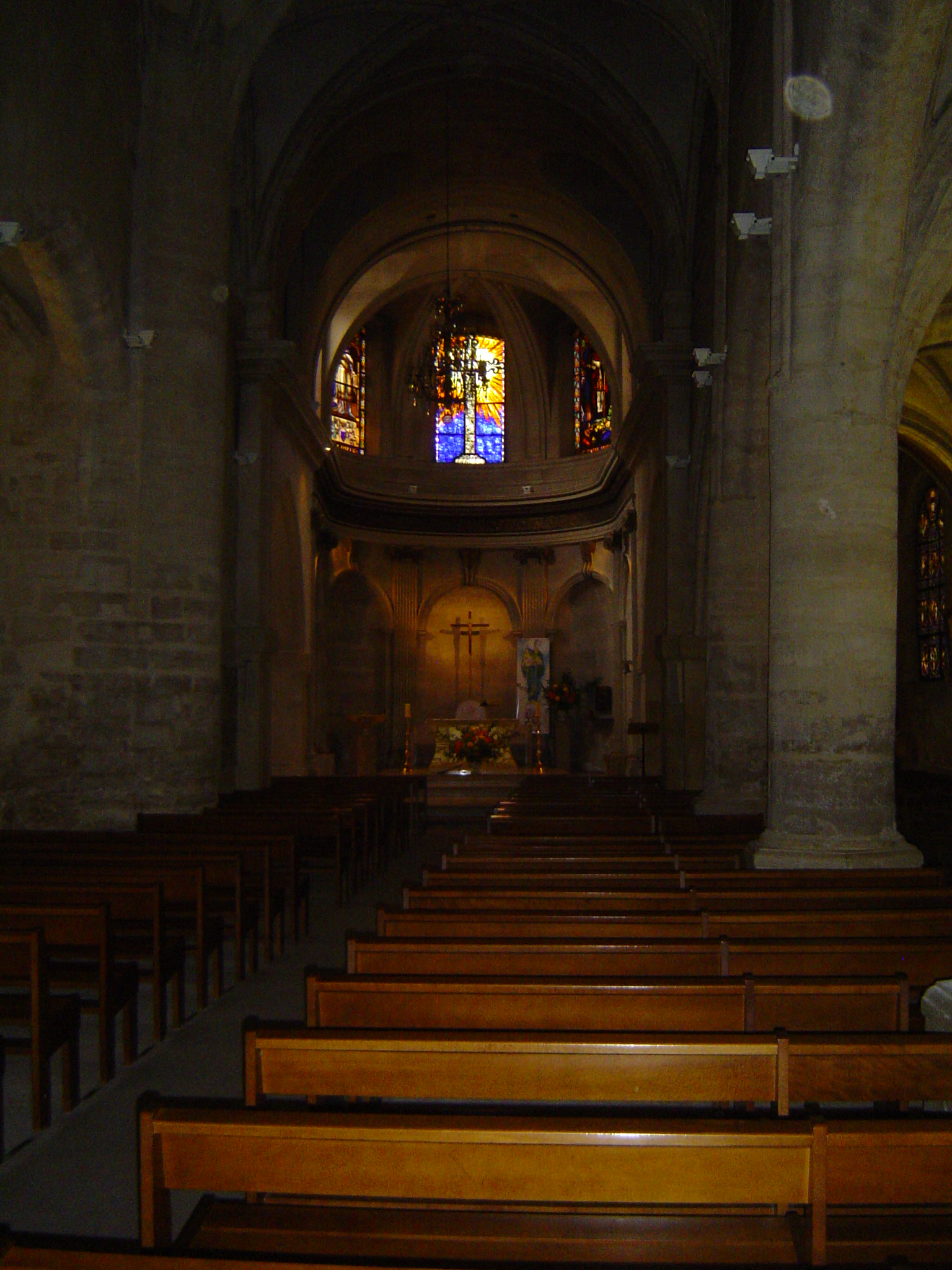
L'église Saint-Romain (intérieur).

L'église offre un amalgame d'un gothique remanié et abîmé par le XVIIe siècle : l'extérieur, qui a une tour à claire-voie a été défiguré. Le vaisseau ogival a été conservé en grande partie, mais il est d'une grande nudité. Le chemin de Croix, peint sur porcelaine, provient de la manufacture de Sèvres, ainsi que les vitraux, plus anciens d'un siècle. Cette église a été inaugurée plusieurs fois.
Fondée par le roi mérovingien Dagobert II au VIIe siècle, puis détruite par les Normands, l'église est rebâtie vers 1200. Il subsiste de cet édifice plusieurs voûtes et la base du clocher roman. Celui-ci est agrandi vers l'ouest au début du XVIe siècle par trois travées, puis vers l'est au XVIIIe siècle par un chœur semi-circulaire dont l'axe n'est pas dans l'alignement de la nef.
L'église est paroisse royale sous Marie Leszczynska. La première assemblée municipale, créée par l'Édit de 1787, comporte deux membres de droit : le seigneur, en l'occurrence le roi Louis XVI, et le curé ainsi que 9 membres élus. Cette assemblée se réunissait dans l'église à l'issue des vêpres ou de la grand-messe.
Cette église a été classée à l'inventaire des monuments historiques en 1937.
Une de ses cloches, baptisée Annette, qui sonne le fa, a été bénie en 1760 et classée à l'inventaire des monuments historiques le 27 avril 1944, les deux autres sont Albertine et Pierrette, baptisées en 1937 sonnent le sol et le la. Les fonts baptismaux en bronze doré du XVIIIe siècle sont surmontés d'un tableau peint par Paul-Hippolyte Flandrin en 1901, « Jeanne d'Arc priant dans l'église de Sèvres ».
Le presbytère a été construit entre 1744 et 1786.

#### L'église Notre-Dame-des-Bruyères

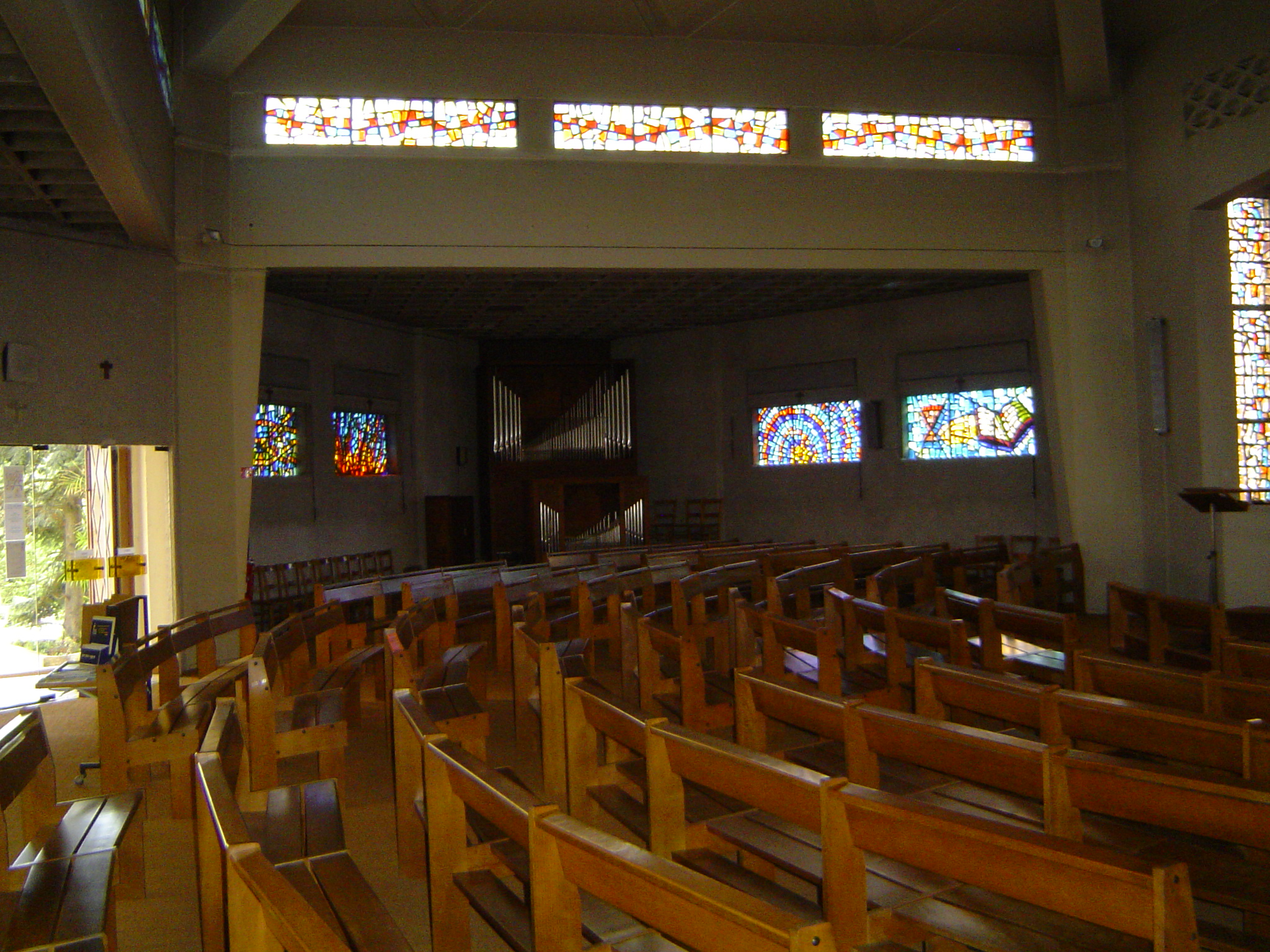
L'église Notre-Dame-des-Bruyères (intérieur).

Cette chapelle a été édifiée en 1930, en bordure de la rue des Bruyères. Érigée en paroisse en 1962, détruite en 1971, elle a été reconstruite au 25 rue du Docteur-Roux en 1968.

#### Le Collège arménien

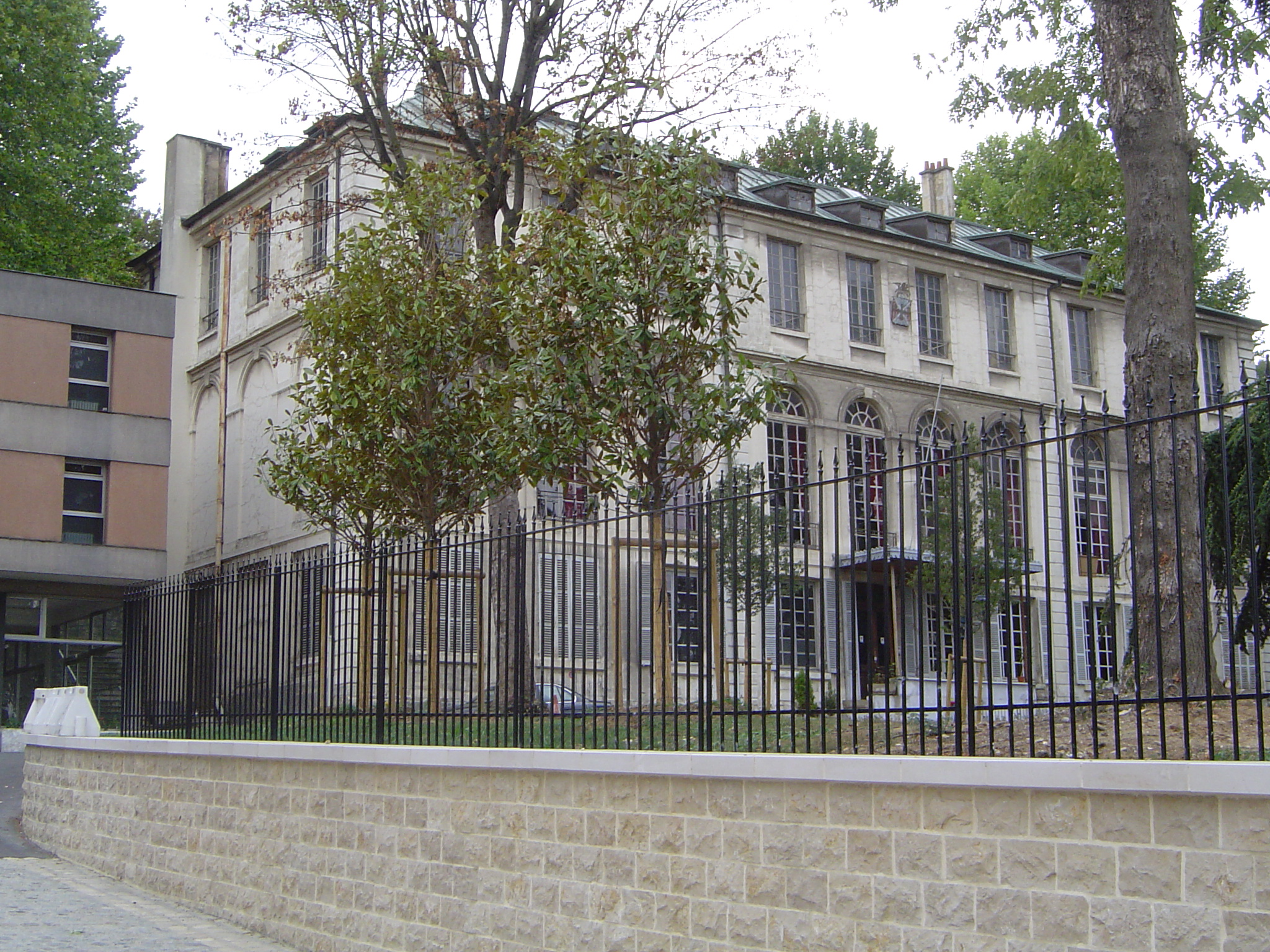
Le Collège arménien.

Ce bâtiment, situé 26 rue Troyon, a été donné à la Pompadour pour école de jeunes filles. Il a été reconstruit pour Bacler d'Albe entre 1816 (cadastre) et 1824 (mort du général). Occupé en 1898 par une maison de convalescence pour soldats coloniaux, c'est actuellement le collège arménien Samuel-Moorat, mais il est actuellement menacé, compte tenu de son état.

#### La manufacture des cristaux de la Reine
Le bâtiment de cette manufacture, situé 16 rue Troyon, construit en 1744, a été classé à l'inventaire des monuments historiques le 1er décembre 1986.

#### La manufacture nationale de porcelaine

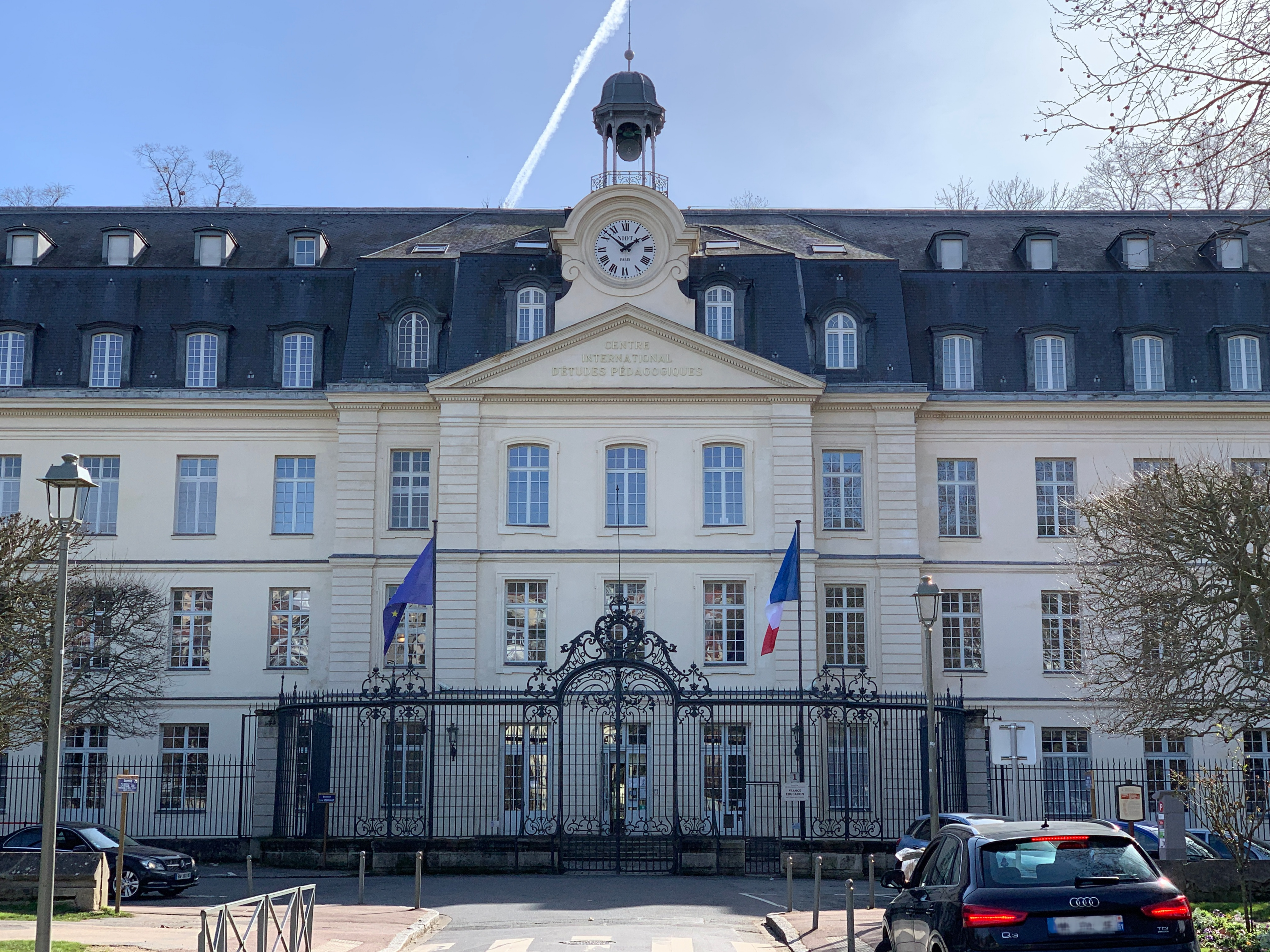
Ancienne manufacture.

Le bâtiment actuel date de 1876. Ce bâtiment a été classé à l'inventaire des monuments historiques le 30 octobre 1935.

#### La maison des Jardies

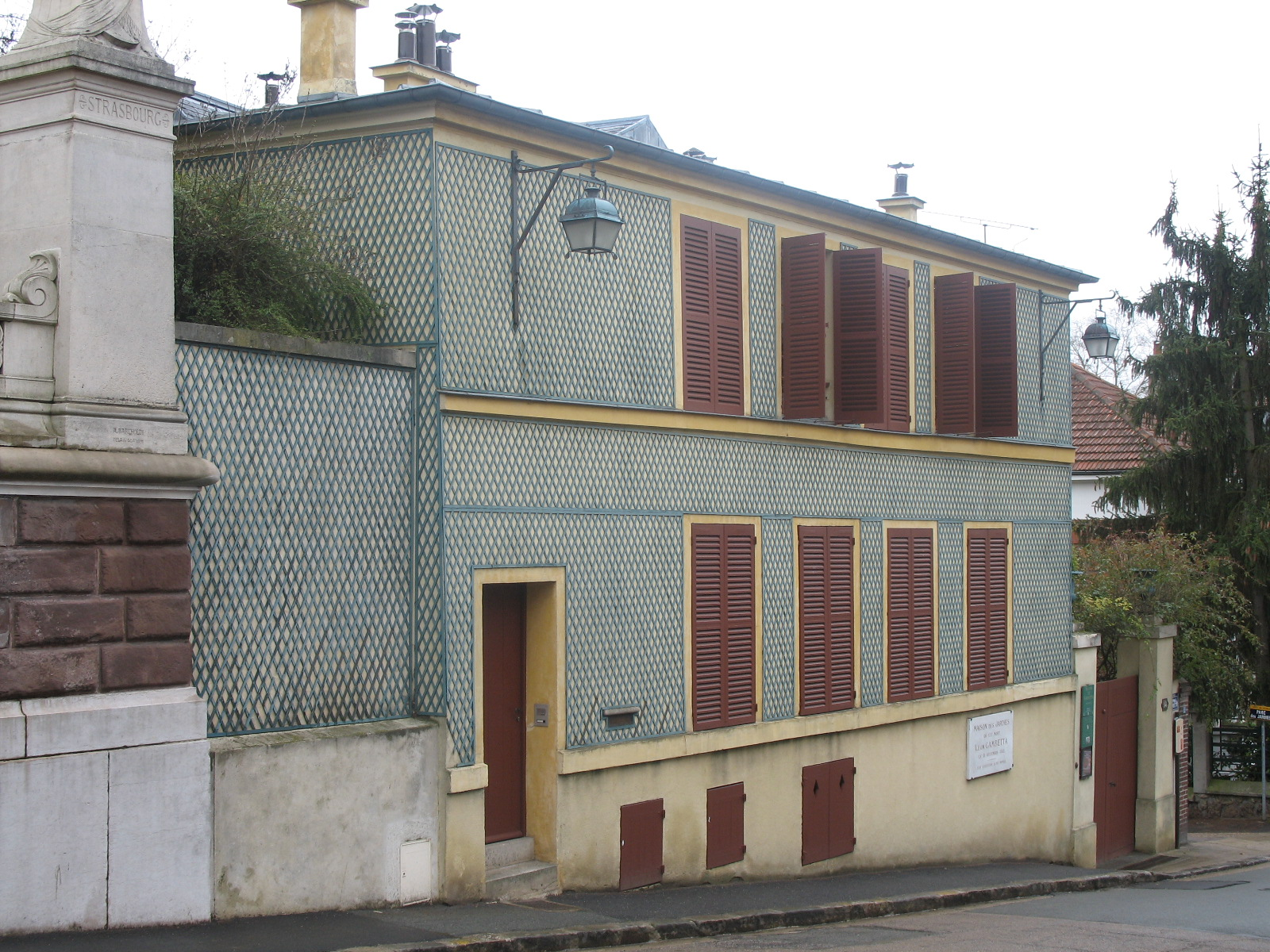
La Maison des Jardies, où est mort Gambetta à Sèvres.

C'est la maison de Balzac, de Corot et de Gambetta qui y mourut le 31 décembre 1882.
Cette maison, située 14 avenue Gambetta, avait été achetée par Balzac qui l'occupa de 1837 à 1840, puis louée par Gambetta en 1878.

#### Musée national de céramique

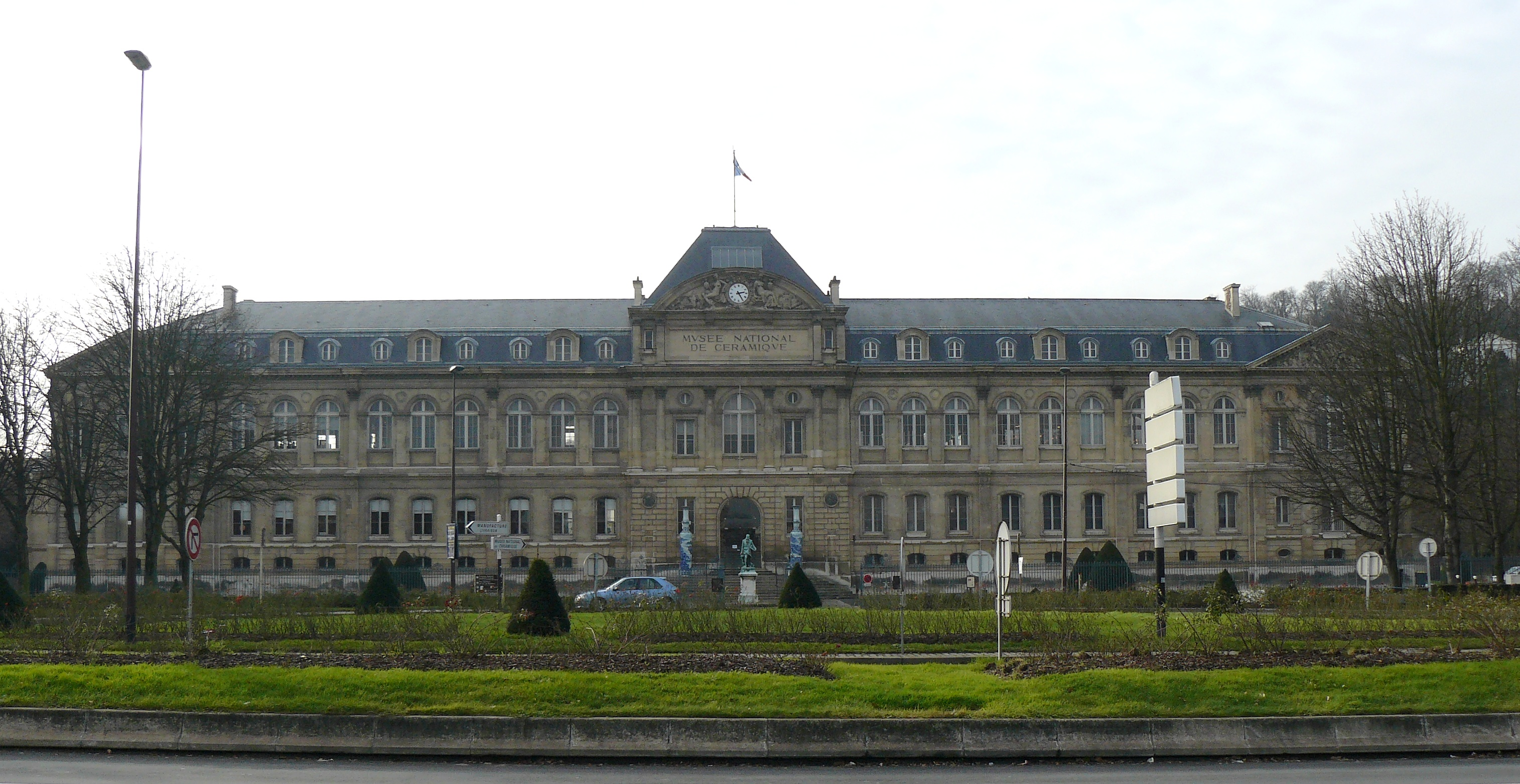
Musée de la céramique.

Fondé en 1824 par Alexandre Brongniart, directeur de la manufacture impériale de porcelaine de Sèvres, sous le nom de Musée Céramique et Vitrique. Soucieux de présenter l'histoire des techniques de la céramique et des matières vitreuses, à travers le monde et les époques, ce dernier a constitué l'une des collections de céramiques des plus variées. le musée réunit un choix exceptionnel de poteries, faïences et porcelaines.

#### Le temple bouddhiste de Thin Tam

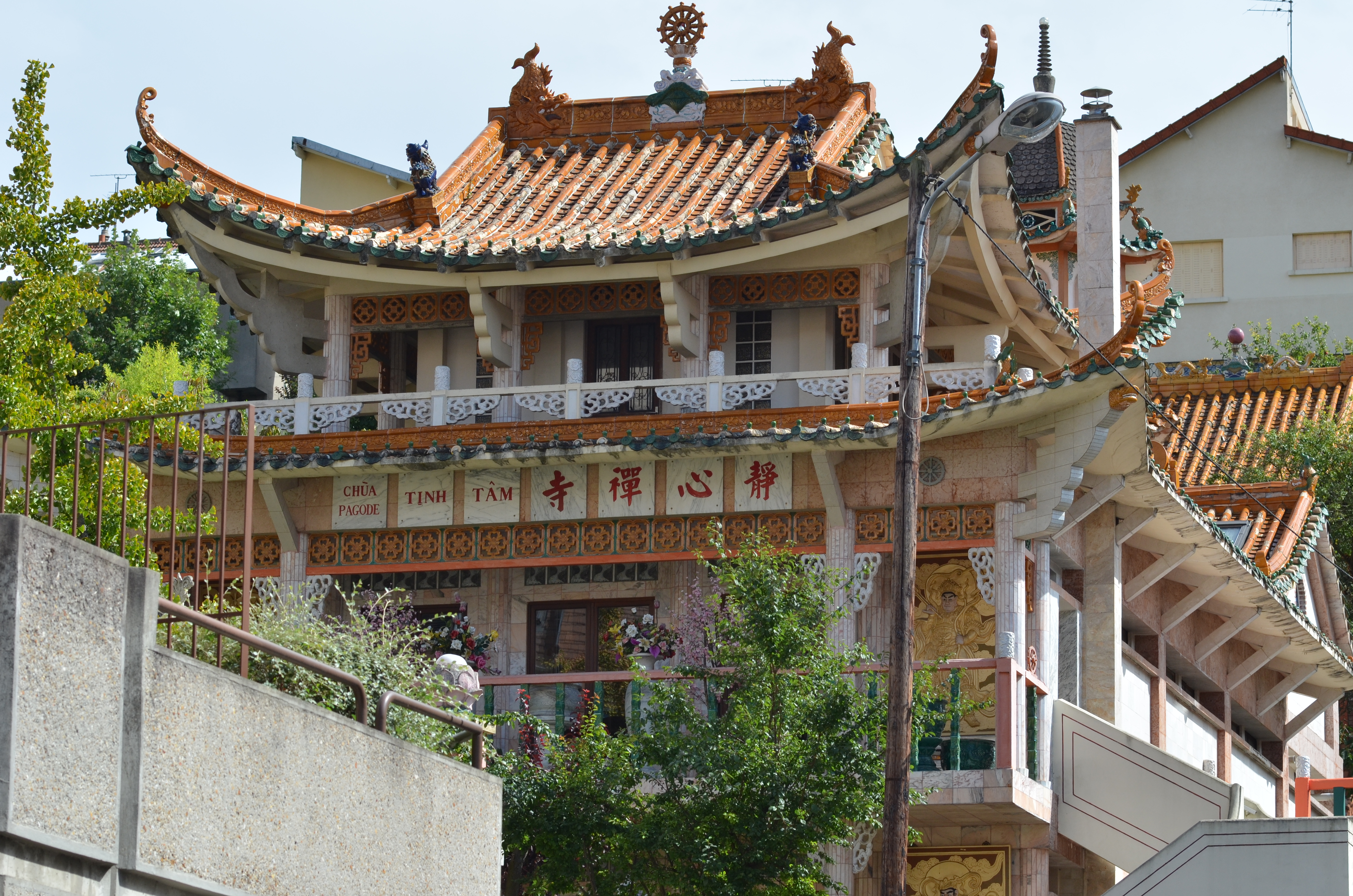
La pagode de Sèvres.

Le magnifique temple bouddhiste ou pagode Tinh Tam est l'un des plus fréquentés en France.

#### La villaCastel Henriette
La villa Castel Henriette,,,, construite en 1899, chef-d'œuvre absolu d'Hector Guimard, fut démolie en 1969],.
Cette maison, située 46 rue des Binelles, à l'angle de la rue des Gérideaux, a été construite et décorée en 1899 par Hector Guimard, au sommet d'un terrain en pente limité sur trois côtés par des rues. Elle a été détruite en avril 1969.

#### Carrières de pierre
Ces carrières de pierre ont été creusées dans le coteau, puis aménagées en entrepôt de vin en 1740, divisées en 30 galeries dont l'une appelée Galerie royale ; transformées en brasserie en 1840, incendiées en 1880 et reconstruites en 1898.

#### Instituts religieux
- Pensionnat des dominicaines : La présence de religieuses enseignantes à Sèvres remonte à 1788 date où un acte établit quatre sœurs de Charité pour l'éducation de jeunes filles pauvres[121]. À Sèvres, rue Gabriel-Péri se trouvaient autrefois le couvent, l'école et le pensionnat des dominicaines enseignantes du Très-Saint-Rosaire de Sèvres, œuvre encouragée par le saint curé d'Ars, fondée par sœur Marie-Rose du Sacré-Cœur O.P. à la fin du XIXe siècle, avec le P. Codant, en 1858, dont les novices portèrent aussi le nom de servantes du Sacré-Cœur et qui eut plusieurs fondations, à San Remo par exemple lors de l'exil de France en 1903, et aussi un orphelinat, rue Troyon (elles rentrèrent en France en 1913 et demandèrent ou gouvernement la permission de rouvrir un noviciat). Pendant la guerre une ambulance et infirmerie pour les soldats blessés fut installée dans le couvent[122].
- Noviciat des assomptionnistes :

Sur certaines cartes postales anciennes, on peut admirer la chapelle des Assomptionnistes, située 14 rue de la Croix-Bosset, dans le quartier de la Croix Bosset. Cette propriété acquise le 30 avril 1874 fut offerte aux religieux de l'Assomption à la fin de l'année 1877 pour devenir le noviciat de Paris hors de la ville. Les oblates de l'Assomption s'installèrent aussi à Sèvres puis une communauté de sœurs assomptionnistes. Enfin, les religieux de la province de Paris ont entre 1946 et 1964, animé le centre de mission ouvrière Saint-Étienne à Sèvres, avenue de la Division-Leclerc, communauté baptisée La Cloche, à proximité des usines Renault.

### Patrimoine culturel

#### Sèvres et la peinture
Sèvres, proche de Paris, mais très champêtre attira certains des plus grands peintres :
- Samuel William Reynolds y peignit Saint-Cloud et le pont de Sèvres (musée Condé, Chantilly) ;
- le Douanier Rousseau peignit en 1908 une Vue du pont de Sèvres (musée d'État des Beaux-Arts Pouchkine) ;
- Sisley, qui habitait Grand-Rue, peignit l'ancienne manufacture, le pont, les bords de la Seine, des chemins ;
- Corot y peignit son célèbre Chemin de Sèvres (musée du Louvre, volé en 1998) et La Maison blanche de Sèvres (Musée d'art de Cincinnati) ;
- Paul Huet y peignit des vues savoureuses et campagnardes au possible (musée de l'Île-de-France, Sceaux) ;
- Marie Bracquemond, épouse de Félix Bracquemond (le Chemin des Coutures à Sèvres, Galerie Nationale du Canada) lié au groupe des impressionnistes et employé à la manufacture, y peignit Sèvres. Son œuvre la plus célèbre : Sur la terrasse de Sèvres avec Fantin-Latour (legs Caillebotte) ;
- Constant Troyon, né à Sèvres en 1810, premier peintre de l'École de Barbizon, y peignit un Chemin de forêt et la Maison Colas, la prise de la culée du pont de Sèvres. Les parents de Constant Troyon travaillaient à la manufacture de Sèvres, son père comme peintre décorateur, sa mère comme brunisseuse. Il fut encouragé dans le domaine des arts par Denis Désiré Riocreux, conservateur du Musée céramique de Sèvres et peintre floral, son parrain. Il vécut avec sa mère à la Manufacture jusque l'âge de vingt-trois ans. Il expose pour la première fois trois toiles au Salon de 1833, dont la Vue de la Maison Colas et la Vue de la Fête de Sèvres[126] ;
- Vassily Kandinsky vécut un an à Sèvres, en 1906-1907, rue des Ursulines puis petite rue des Binelles, devenue rue Théodore-Deck. Il y peint La Vie Mélangée ;
- Alain Azémar, peintre sévrien, habitant de la rue des Caves — rue qui fut le théâtre de nombreux « squats » de protestation[127] — a peint des scènes sèvriennes à de nombreuses reprises. Plusieurs de ses aquarelles ont été commandées et sont exposées par la mairie.

Sèvres dans la peinture
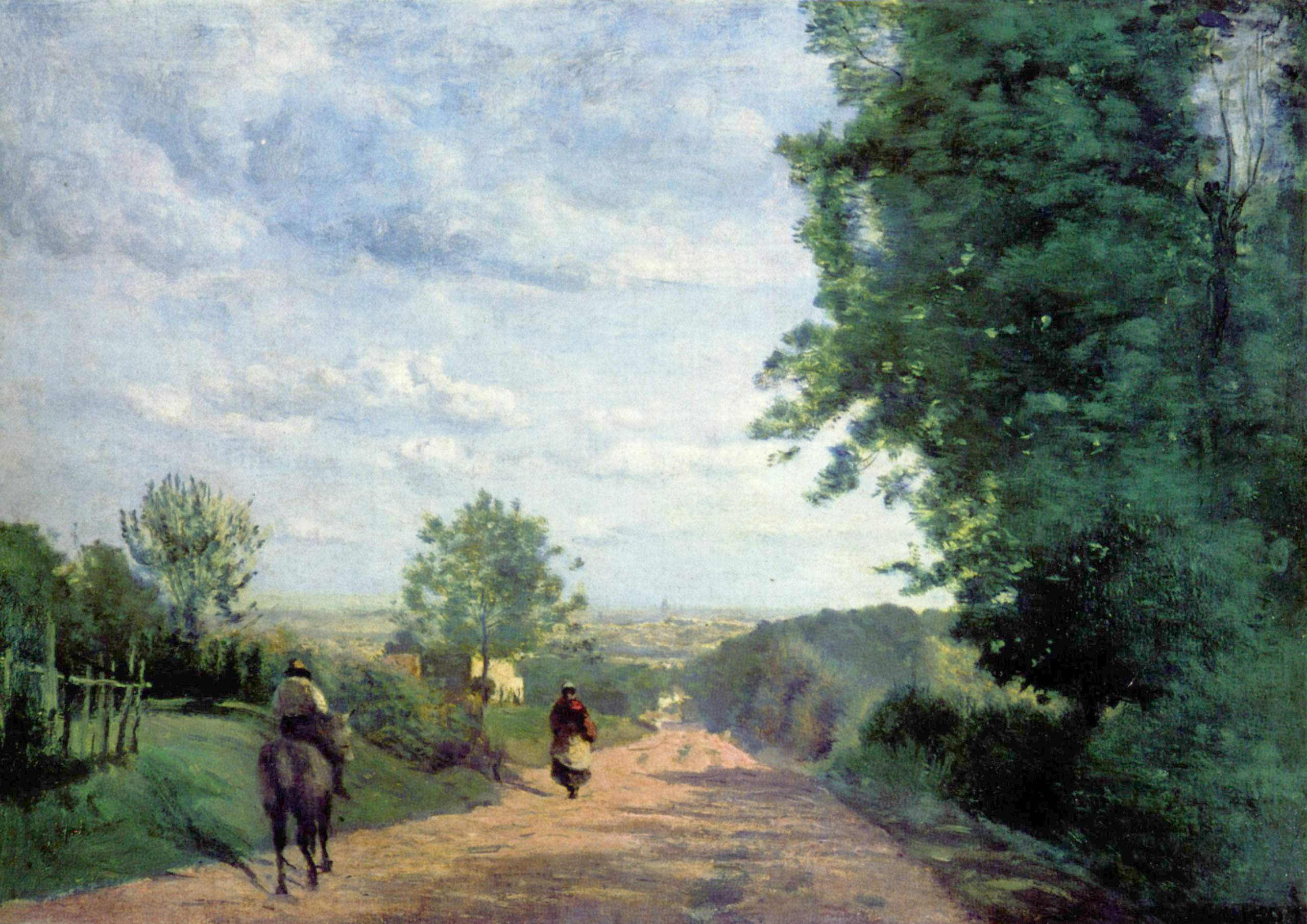
Corot Chemin de Sèvres, 1855-1865 Musée du Louvre, volé en 1998.
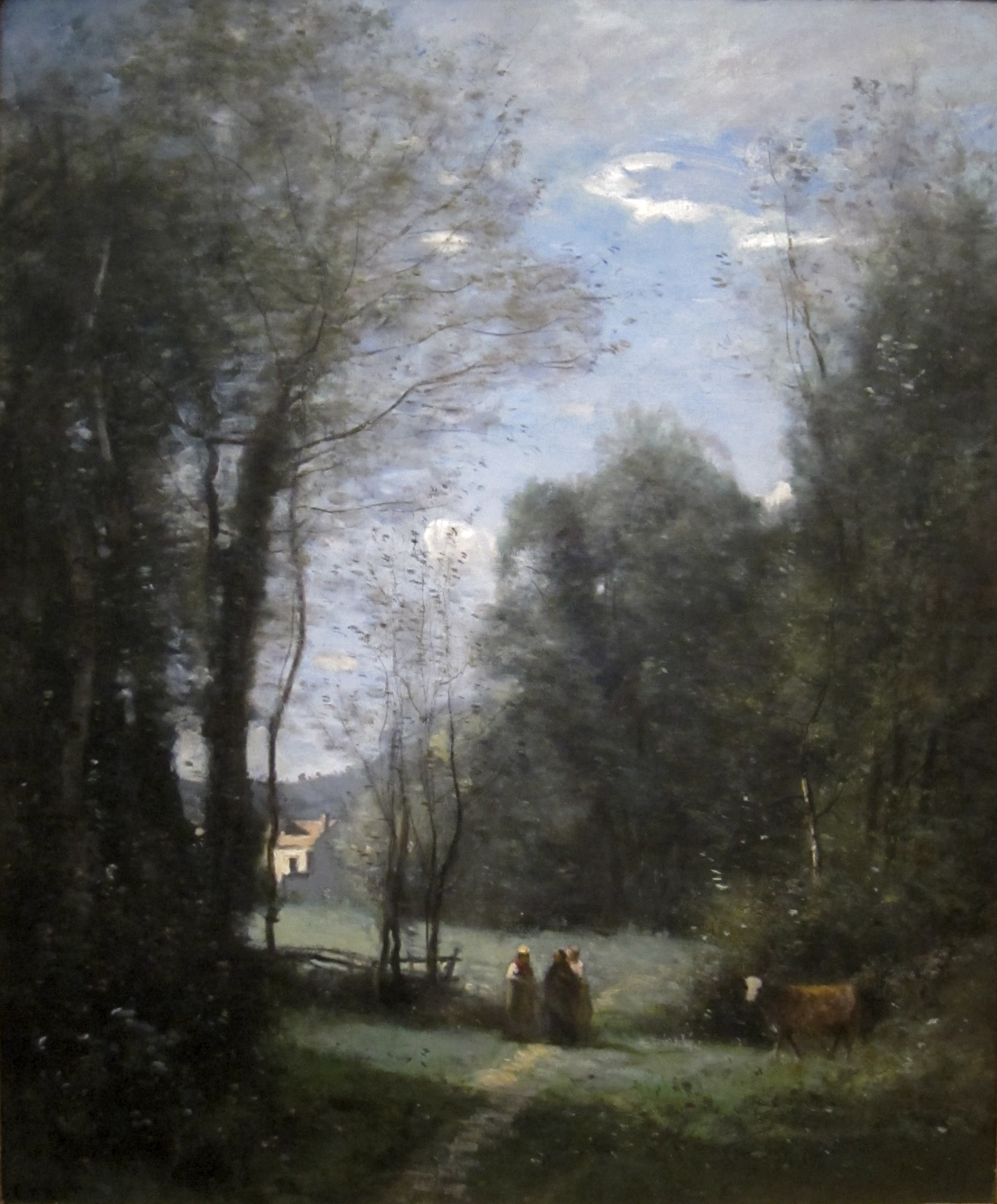
Camille Corot La Maison blanche de Sèvres, 1872 Musée d'art de Cincinnati.
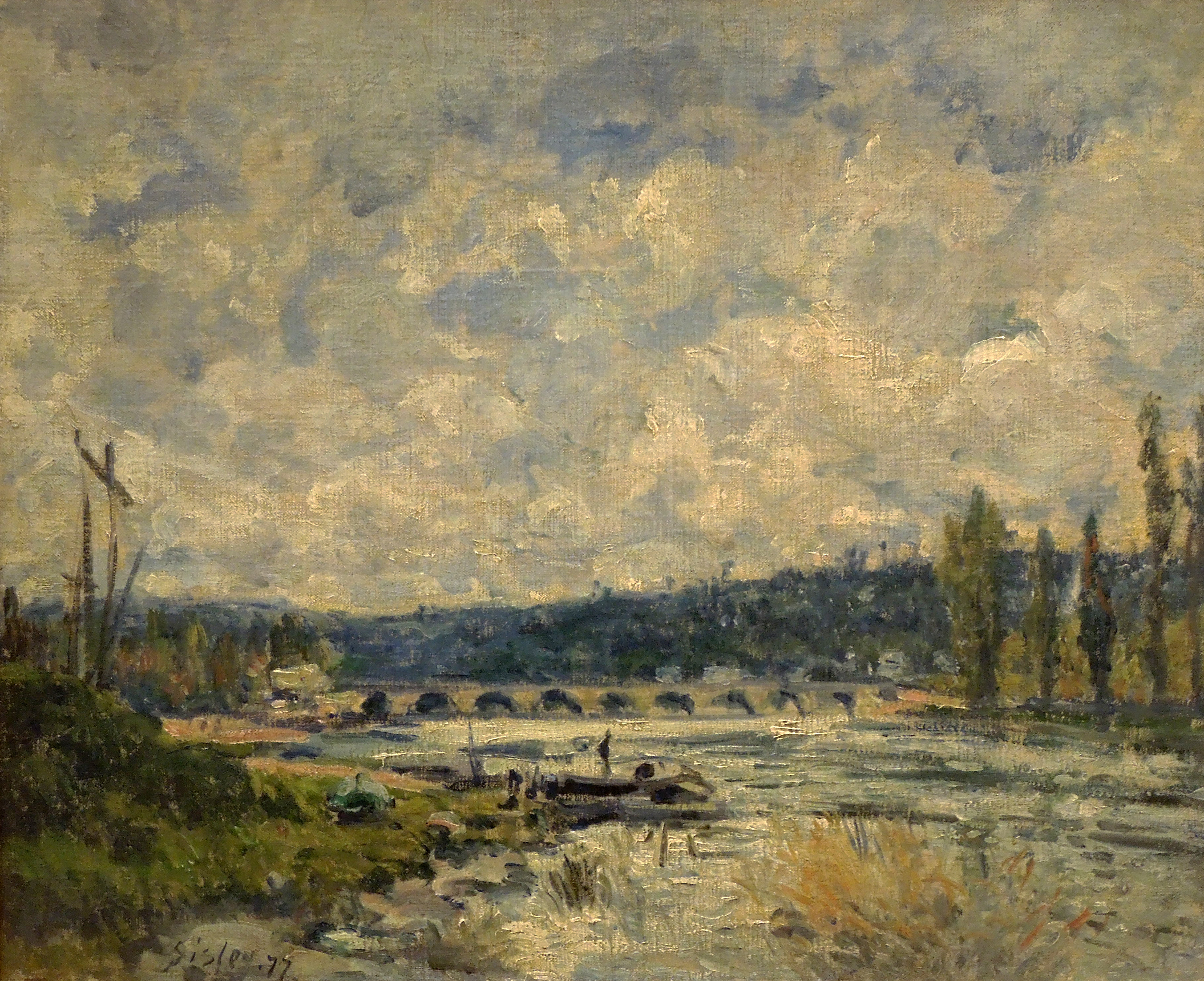
Sisley Le Pont de Sèvres, 1877 Galerie nationale de Prague.
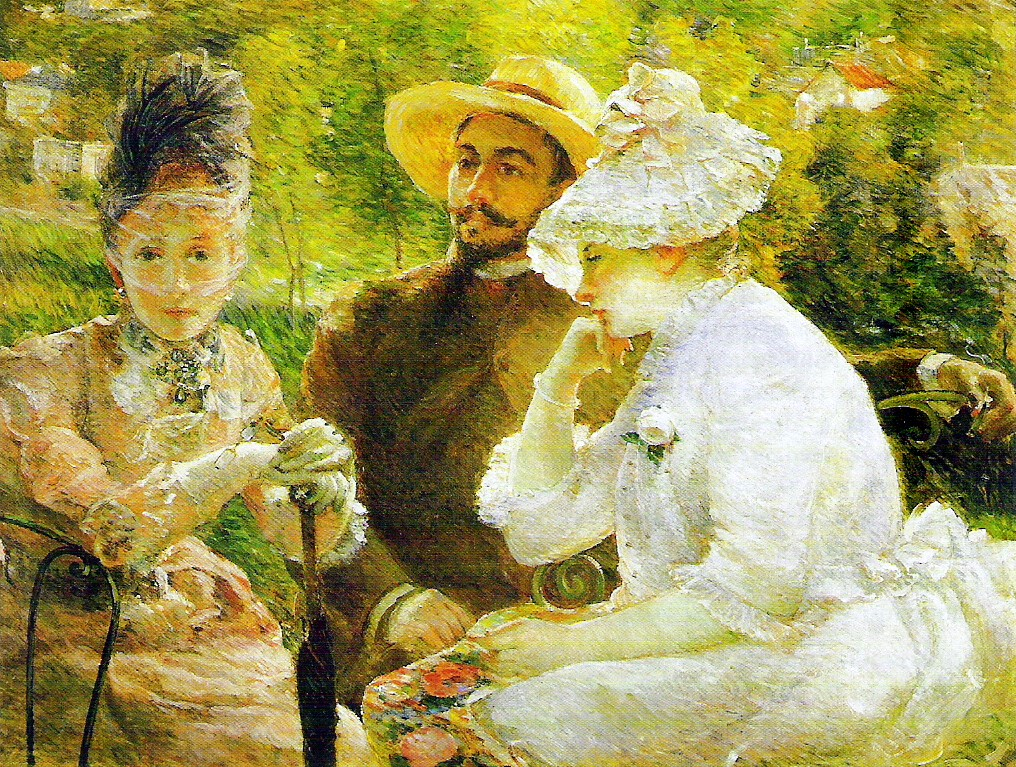
Marie Bracquemond Sur la terrasse de Sèvres,1880 Petit Palais.
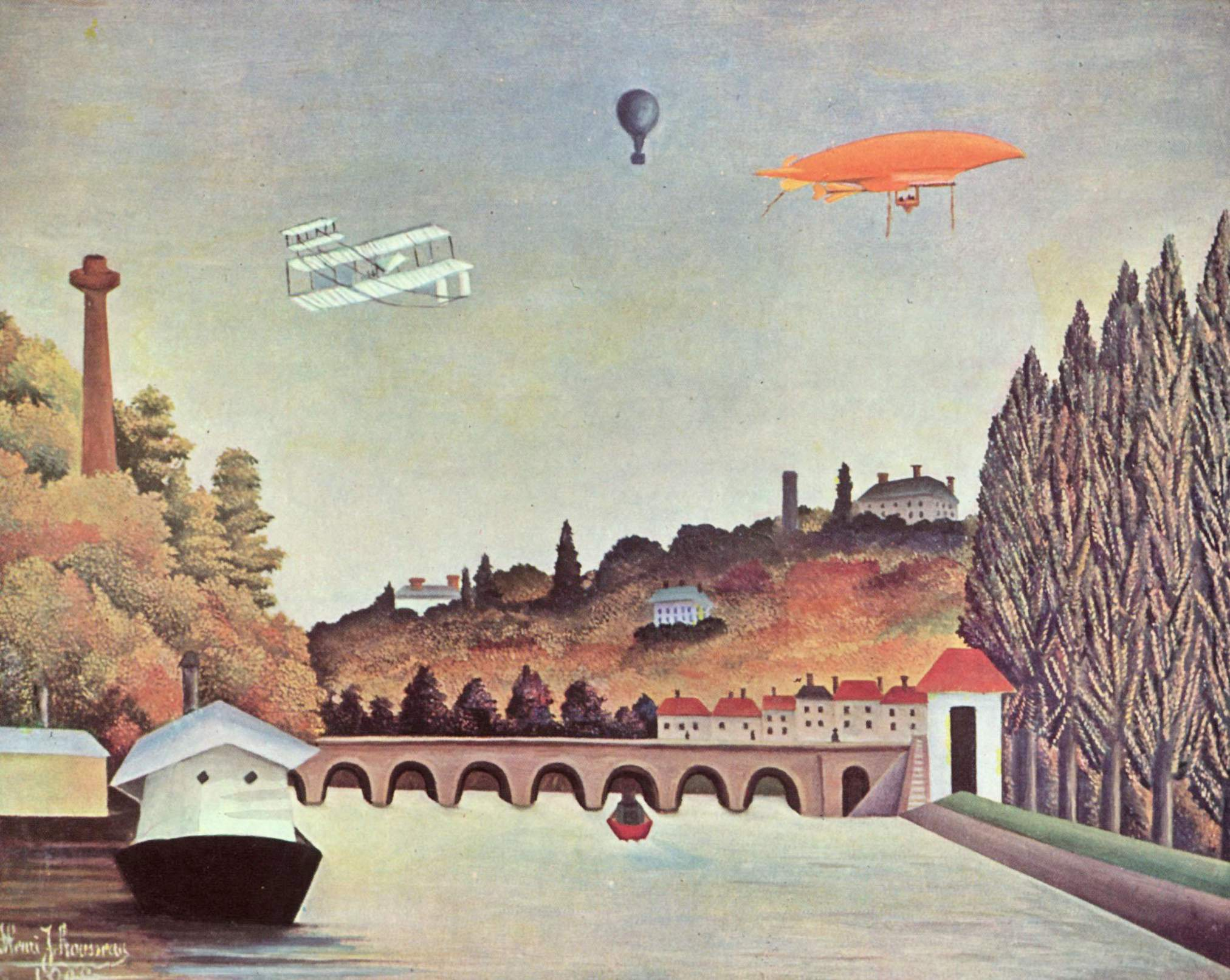
Douanier Rousseau Vue du pont de Sèvres, 1908 Musée Pouchkine, Moscou.

#### Sèvres et la musique
- Sèvres a été le lieu de villégiature et de vie du compositeur Jean-Baptiste Lully.
- La commune de Sèvres est mentionnée à de nombreuses reprises dans l'album Mauvais Œil de Lunatic[128], considéré par beaucoup de critiques et d'amateurs comme l'un des albums les plus importants du rap francophone[129].

#### Sèvres et la philatélie
La Poste française a mis plusieurs fois Sèvres à l'honneur :
- le 25 mars 1957, un timbre-poste d'une valeur de 30,00 F honorant la manufacture nationale de Sèvres, dessiné et gravé par Pierre Munier a été émis[130] ;
- le 1er juin 1975, un timbre-poste d'une valeur de 1,00 F représentant le Bureau international des poids et mesures, dessiné et gravé par Claude Haley a été émis[131] ;
- le 10 janvier 2009, un timbre-poste d'une valeur de 0,55 € représentant un plat ovale en faïence de Quimper, exposé au Musée de Sèvres a été émis[132].

#### Sèvres et le cinéma
La présence du Bureau international des poids et mesures et, au pavillon de Breteuil, d'une barre de platine ayant servi de mètre-étalon depuis la fin du XIXe siècle exposée a inspiré à Michel Audiard ce fragment de dialogue dans Le cave se rebiffe :
« Ça court les rues, les grands cons !
- Ouais ! Mais celui-là c'est un gabarit exceptionnel ! Si la connerie se mesurait, il servirait de mètre étalon ! Il serait à Sèvres ! »

#### Sèvres et la télévision
La ville de Sèvres est le lieu de tournage de la série française Fais pas ci, fais pas ça.

### Patrimoine naturel

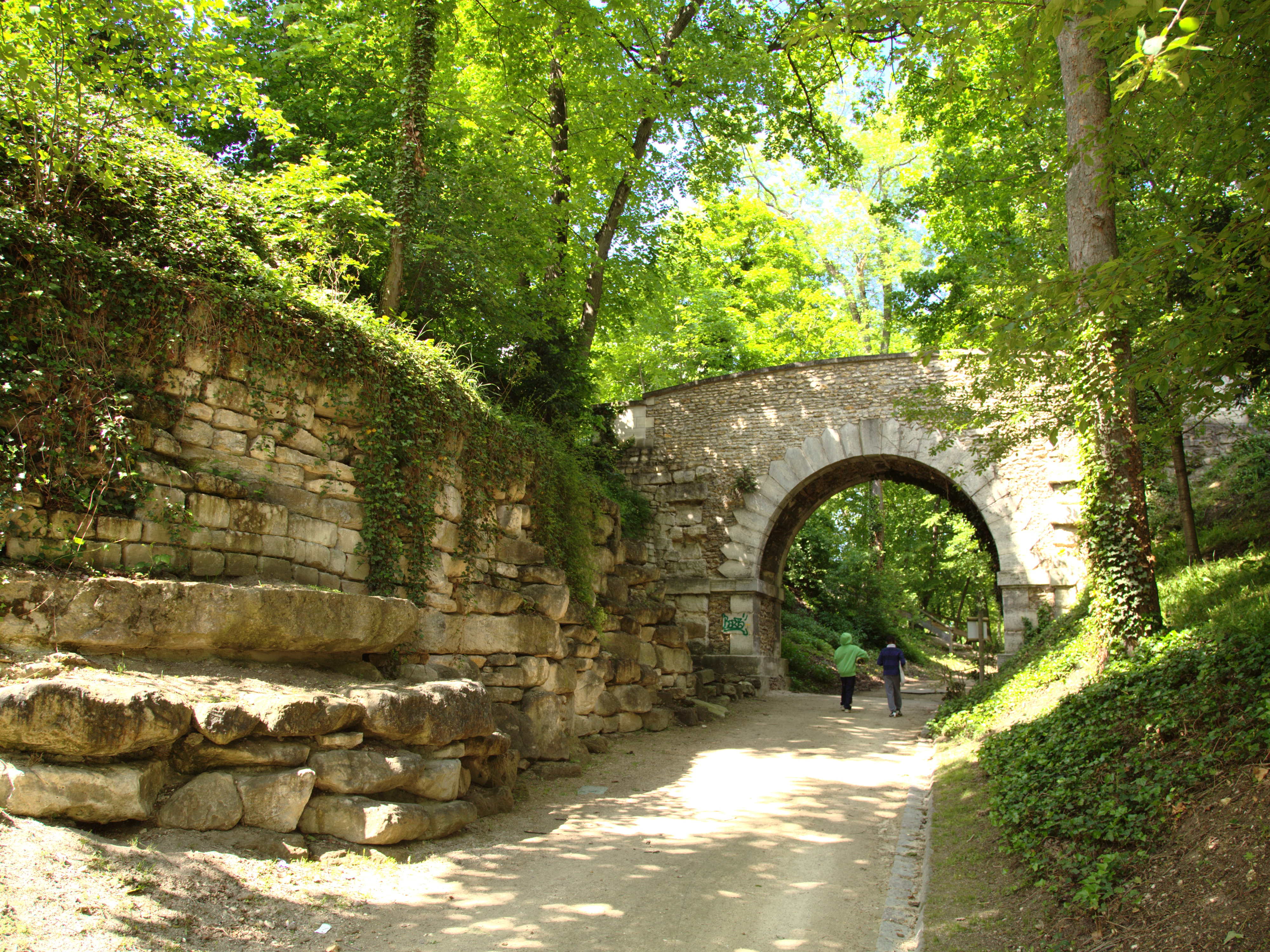
Parc de Brimborion.

La commune abrite plusieurs espaces verts, notamment :
- le parc de Brimborion, espace vert de 4,5 hectares situé sur un coteau dominant la Seine ;
- la base nautique de l'île Monsieur, qui abrite une zone naturelle sensible, un chemin de halage et un espace vert de promenade ;
- 11 squares communaux, répartis sur l'ensemble de la ville.

La commune est également entourée par plusieurs ensembles forestiers, au nord par le parc de Saint-Cloud, au sud par la forêt de Meudon et à l'ouest par la forêt de Fausses-Reposes.

### Personnalités liées à la commune
- Jean-Baptiste Lully (1632-1687), compositeur et violoniste
- Jean d'Arcet (1724-1801), chimiste et homme politique
- Charles Julien Brianchon (1783-1864), mathématicien et artilleur
- Thomas Moore (1779-1852), poète irlandais
- Honoré de Balzac (1799-1850), écrivain
- Paul Huet (1803-1836), peintre et graveur
- Constant Troyon (1810-1865), peintre
- Pierre-Jules Hetzel (1814-1886), éditeur, traducteur et homme politique
- Léon Gambetta (1838-1882), homme d'État et avocat
- Alfred Sisley (1839-1899), peintre et graveur britannique
- Henri Duveyrier (1840-1892), voyageur et géographe
- Marie Bracquemond (1840-1916), peintre et céramiste
- Philippe Berthelot (1866-1934), diplomate
- Claire Bertrand (1890-1969), peintre et dessinatrice
- Yvonne Hagnauer (1898-1985), résistante, pédagogue, féministe et militante
- Georges Hilbert (1900-1982), sculpteur animalier
- Raymond Triboulet (1906-2006), résistant et homme politique
- Jean-Pierre Vernant (1914-2007), historien, résistant et anthropologue
- Jean Carmet (1920-1994), acteur et scénariste
- Bernard Conte (1931-1995), peintre
- François Kosciusko-Morizet (1940-2015), homme politique, ingénieur, ancien maire (1995-2014)
- Jacques Weber (1949), acteur et scénariste
- Maïtena Biraben (1967), animatrice et productrice de télévision franco-suisse
- Nathalie Kosciusko-Morizet (1973), femme politique
- Ludivine Sagnier (1979), actrice
- Hugo Travers (1997), vidéaste et journaliste franco-britannique
- Joan-Benjamin Gaba (2001), judoka français.

### Héraldique, logotype et devise
| Armes de Sèvres | Elles peuvent se blasonner ainsi aujourd’hui : D'azur au pont de bois de deux piles d'or posé sur des ondes d'argent mouvant de la pointe, surmonté d'un huchet contourné d'or virolé et enguiché de sable, au chef d'or chargé d'une branche de laurier et d'une palme passées en double sautoir de sable, accostées de deux vases d'azur surchargés chacun d'une fleur de lys d'or. |

## Pour approfondir

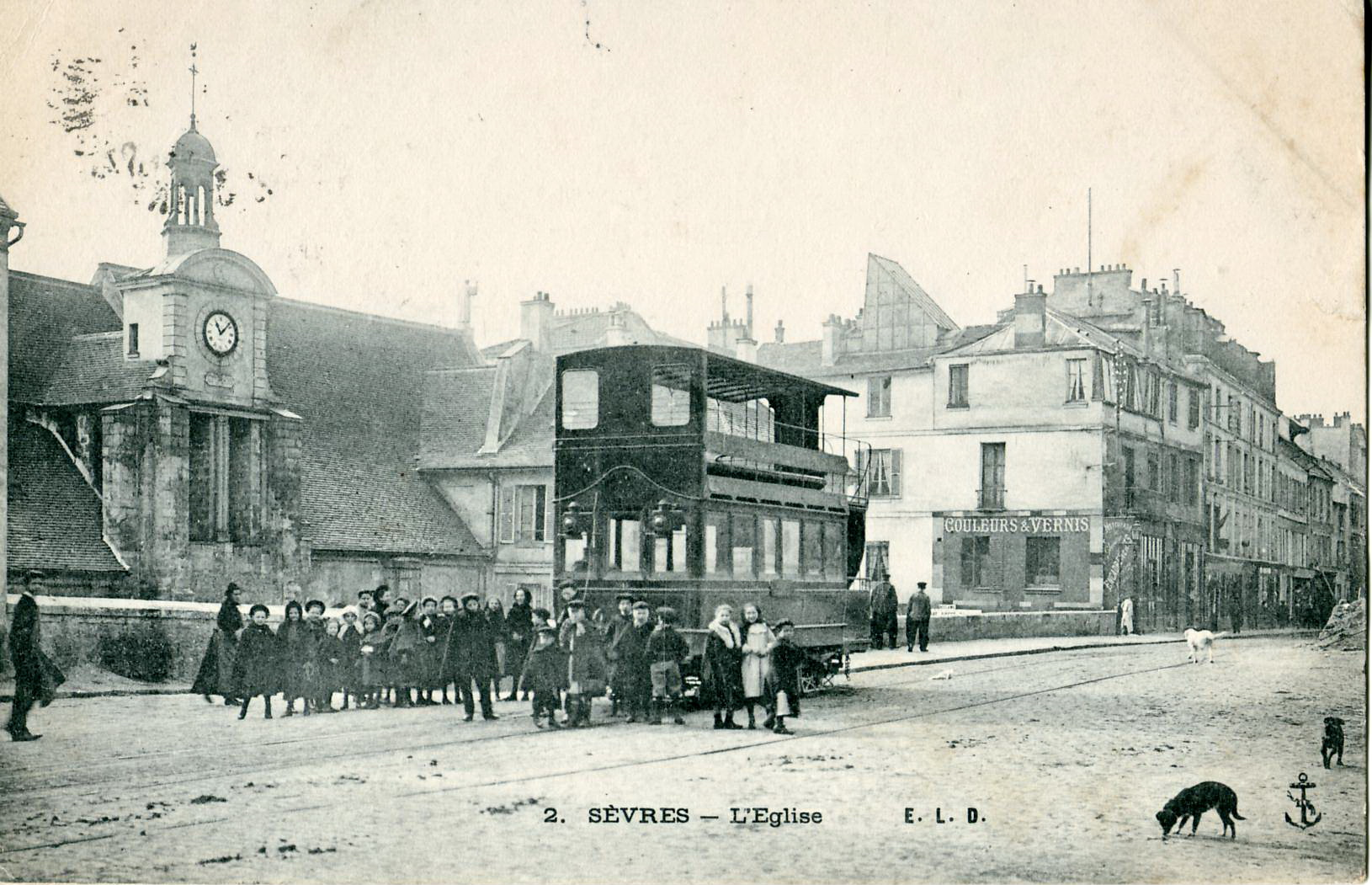
L'un des tout premiers tramways français fut le tramway de Sèvres à Versailles, vu ici devant l'église paroissiale au tout début du XXe siècle.